# Torneo Apertura 2023 (México)
El Torneo Apertura 2023 fue la centésima décima edición del campeonato de liga de la Primera División del fútbol mexicano; se trató del 55.° torneo corto, luego del cambio en el formato de competencia, con el que abre la temporada 2023-2024.
Como particularidad esta edición tuvo una pausa en su desarrollo debido a la celebración de la Leagues Cup 2023, un torneo conjunto con los clubes de la MLS que se llevó a cabo entre el 21 de julio y el 19 de agosto en Estados Unidos y Canadá, y contó con la participación de los 18 equipos del máximo circuito del fútbol mexicano.
El campeón de este torneo fue América, que logró su décimo cuarto título al derrotar en la final a Tigres UANL con un resultado global de 4-1.

## Cambios
- A partir de este torneo se elimina la ronda de reclasificación que era disputada por los clubes colocados entre el quinto y el duodécimo puesto de la tabla general, en su lugar se implementará un nuevo sistema denominado Play-in, inspirado en la NBA, el cual contará con la participación de los equipos ubicados entre el lugar 7 y el 10 de la tabla, como consecuencia de esta nueva fase, los primeros seis lugares del torneo se clasificarán directamente para los cuartos de final.[6]
- Se implementará un incentivo económico al equipo con mejor desempeño en la temporada, el cual se determinará mediante la tabla general de la temporada, por lo que el club con más puntos recibirá el premio y la clasificación directa a la siguiente edición de la Liga de Campeones de la Concacaf y a los dieciseisavos de final de la Leagues Cup.[6]
- Se reducirá a siete el número de jugadores extranjeros que pueden encontrarse en el terreno de juego.[6]

## Sistema de competición
El torneo de la Liga BBVA MX, está conformado en dos partes:
- Fase de calificación: Se integra por las 17 jornadas del torneo.
- Fase final: Se integra por los partidos de play in, cuartos de final, semifinal y final.

### Fase de clasificación
En la fase de clasificación se observa el sistema de puntos. La ubicación en la tabla general, está sujeta a las siguientes condiciones:
- Por juego ganado se obtendrán tres puntos.
- Por juego empatado se obtendrá un punto.
- Por juego perdido no se otorgan puntos.

En esta fase participan los 18 clubes de la Liga BBVA MX jugando en cada torneo todos contra todos durante las 17 jornadas respectivas, a un solo partido.
El orden de los clubes al final de la fase de calificación del torneo corresponderá a la suma de los puntos obtenidos por cada uno de ellos y se presentará en forma descendente. Si al finalizar las 17 jornadas del torneo, dos o más clubes estuviesen empatados en puntos, su posición en la tabla general será determinada atendiendo a los siguientes criterios de desempate:
1. Mejor diferencia entre los goles anotados y recibidos y goles.
2. Mayor número de goles anotados.
3. Marcadores particulares entre los clubes empatados.
4. Mayor número de goles anotados como visitante.
5. Mejor ubicado en la tabla general de cocientes.
6. Tabla Fair Play.
7. Sorteo.

Para determinar los lugares que ocuparán los clubes que participen en la fase final del torneo se tomará como base la tabla general de clasificación.
Participan automáticamente por el título de Campeón de la Liga BBVA MX, los 10 primeros clubes de la tabla general de clasificación al término de las 17 jornadas.

### Fase final
Previo a la ronda de cuartos de final, habrá una nueva fase clasificatoria, llamada Play-In en la que participarán los clubes ubicados entre las posiciones 7 y 10 de la tabla general. Los equipos ubicados en el séptimo y octavo lugar jugarán entre ellos para determinar un clasificado a los cuartos de final; mientras que el perdedor de esa serie jugará contra el ganador del encuentro entre el noveno y décimo clasificado para determinar al octavo participante de la siguiente fase.
Los ocho clubes calificados para cuartos de final serán reubicados de acuerdo con el lugar que ocupen en la tabla general al término de la jornada 17, con el puesto del número uno al club mejor clasificado, y así hasta el número ocho. Los partidos a partir de esta fase se desarrollarán a visita recíproca, en las siguientes etapas:
Los clubes vencedores en los partidos de cuartos de final y semifinal serán aquellos que en los dos juegos anoten el mayor número de goles. De existir empate en el número de goles anotados, el club con mejor posición en la tabla general de clasificación avanza al siguiente ronda. 
Los partidos correspondientes a las fases de visita recíproca se jugarán obligatoriamente los días miércoles y sábado, y jueves y domingo eligiendo, en su caso, exclusivamente en forma descendente, los cuatro clubes mejor clasificados en la tabla general al término de la jornada 17, el día y horario de su partido como local. Los siguientes cuatro clubes podrán elegir únicamente el horario.
El club vencedor de la final y por lo tanto campeón, será aquel que en los dos partidos anote el mayor número de goles. Si al término del tiempo reglamentario el partido está empatado, se agregarán dos tiempos extras de 15 minutos cada uno. De persistir el empate en estos periodos, se procederá a lanzar tiros penales hasta que resulte un vencedor.
Los partidos de cuartos de final se jugarán de la siguiente manera:
1.º vs 8.º

2.º vs 7.º

3.º vs 6.º

4.º vs 5.º
En las semifinales participarán los cuatro clubes vencedores de cuartos de final, reubicándolos del uno al cuatro, de acuerdo a su mejor posición en la Tabla general de clasificación al término de la jornada 17 del torneo correspondiente, enfrentándose:
1.º vs 4.º

2.º vs 3.º
Disputarán el título de campeón del Torneo de Apertura 2023, los dos clubes vencedores de la fase semifinal correspondiente, reubicándolos del uno al dos, de acuerdo a su mejor posición en la tabla general de clasificación al término de la jornada 17 de cada torneo.

## Equipos participantes

### Información de los equipos participantes
| Equipo               | Entrenador                               | Ciudad                           | Estadio                | Capacidad | Fundación       | Patrocinador       | Kit         |
| -------------------- | ---------------------------------------- | -------------------------------- | ---------------------- | --------- | --------------- | ------------------ | ----------- |
| América              | André Jardine                            | Ciudad de México                 | Azteca                 | 87 000    | 1916 (108 años) | AT&T               | Nike        |
| Atlas                | Omar Flores INT                          | Guadalajara, Jalisco             | Jalisco                | 56 713    | 1916 (108 años) | Caliente           | Charly      |
| Atlético de San Luis | Gustavo Leal                             | San Luis Potosí, San Luis Potosí | Alfonso Lastras        | 30 000    | 2013 (12 años)  | Canel's            | Sporelli    |
| Cruz Azul            | Joaquín Moreno                           | Ciudad de México                 | Azteca                 | 87 000    | 1927 (98 años)  | Cemento Cruz Azul  | Pirma       |
| Guadalajara          | Veljko Paunović                          | Guadalajara, Jalisco             | Akron                  | 49 850    | 1906 (119 años) | Caliente           | Puma        |
| Juárez               | Diego Mejía                              | Ciudad Juárez, Chihuahua         | Olímpico Benito Juárez | 19 703    | 2015 (10 años)  | Betcris            | Sporelli    |
| León                 | Nicolás Larcamón                         | León de los Aldama, Guanajuato   | León                   | 31 297    | 1943 (81 años)  | Telcel             | Charly      |
| Mazatlán             | Ismael Rescalvo                          | Mazatlán, Sinaloa                | El Encanto             | 25 000    | 2020 (5 años)   | Caliente           | Pirma       |
| Monterrey            | Fernando Ortiz                           | Monterrey, Nuevo León            | BBVA                   | 53 500    | 1945 (79 años)  | BBVA México        | Puma        |
| Necaxa               | Eduardo Fentanes                         | Aguascalientes, Aguascalientes   | Victoria               | 25 994    | 1923 (101 años) | Rolcar             | Pirma       |
| Pachuca              | Guillermo Almada                         | Pachuca de Soto, Hidalgo         | Hidalgo                | 30 000    | 1892 (132 años) | Cementos Fortaleza | Charly      |
| Puebla               | Ricardo Carbajal Luis Miguel Noriega INT | Puebla de Zaragoza, Puebla       | Cuauhtémoc             | 51 726    | 1944 (81 años)  | Caliente           | Pirma       |
| Querétaro            | Mauro Gerk                               | Querétaro, Querétaro             | Corregidora            | 35 575    | 1950 (74 años)  | Pedigree           | Charly      |
| Santos               | Pablo Repetto                            | Torreón, Coahuila                | Corona                 | 30 000    | 1983 (41 años)  | Soriana            | Charly      |
| Tigres UANL          | Robert Dante Siboldi                     | Monterrey, Nuevo León            | Universitario          | 41 615    | 1960 (65 años)  | Cemex              | Adidas      |
| Tijuana              | Miguel Herrera                           | Tijuana, Baja California         | Caliente               | 28 333    | 2007 (18 años)  | Caliente           | Charly      |
| Toluca               | Carlos María Morales INT                 | Toluca, Estado de México         | Nemesio Díez           | 30 000    | 1917 (108 años) | Roshfrans          | New Balance |
| UNAM                 | Antonio Mohamed                          | Ciudad de México                 | Olímpico Universitario | 72 000    | 1954 (70 años)  | DHL                | Nike        |

- Datos actualizados al 31 de octubre de 2023.

### Cambios de entrenadores
| Equipo    | Entrenador (Jornadas)                  | Fecha de vacante        | Tipo de salida    | Pos. | Entrenador entrante                      | Fecha de nombramiento   |
| --------- | -------------------------------------- | ----------------------- | ----------------- | ---- | ---------------------------------------- | ----------------------- |
| Cruz Azul | Ricardo Ferretti (1 - 3)               | 7 de agosto de 2023     | Despido           | 18.° | Joaquín Moreno                           | 7 de agosto de 2023     |
| Puebla    | Eduardo Arce (1 - 5)                   | 23 de agosto de 2023    | Mutuo acuerdo     | 18.° | Ricardo Carbajal Luis Miguel Noriega INT | 23 de agosto de 2023    |
| Necaxa    | Rafael Dudamel (1 - 6)                 | 28 de agosto de 2023    | Mutuo acuerdo     | 18.° | Amaury Padilla Alberto Padilla INT       | 28 de agosto de 2023    |
| Necaxa    | Amaury Padilla Alberto Padilla INT (7) | 5 de septiembre de 2023 | Fin de interinato | 18.° | Eduardo Fentanes                         | 5 de septiembre de 2023 |
| Toluca    | Ignacio Ambriz (1 - 13)                | 25 de octubre de 2023   | Despido           | 8.°  | Carlos María Morales INT                 | 25 de octubre de 2023   |
| Atlas     | Benjamín Mora (1 - 14)                 | 30 de octubre de 2023   | Despido           | 13.° | Omar Flores INT                          | 31 de octubre de 2023   |

### Equipos por entidad federativa
Para la temporada 2023-24, la entidad federativa de la República Mexicana con más equipos en la Primera División es la Ciudad de México con tres equipos. Catorce entidades estarán representados en el torneo.
| Entidad Federativa | N.º | Equipos                          |
| ------------------ | --- | -------------------------------- |
| Ciudad de México   | 3   | América, Cruz Azul, y Pumas UNAM |
| Jalisco            | 2   | Atlas y Guadalajara              |
| Nuevo León         | 2   | Monterrey y Tigres UANL          |
| Aguascalientes     | 1   | Necaxa                           |
| Baja California    | 1   | Tijuana                          |
| Chihuahua          | 1   | Juárez                           |
| Coahuila           | 1   | Santos                           |
| Estado de México   | 1   | Toluca                           |
| Guanajuato         | 1   | León                             |
| Hidalgo            | 1   | Pachuca                          |
| Puebla             | 1   | Puebla                           |
| Querétaro          | 1   | Querétaro                        |
| San Luis Potosí    | 1   | Atlético de San Luis             |
| Sinaloa            | 1   | Mazatlán                         |

## Torneo regular
- El Calendario completo según la página oficial.
- Los horarios son correspondientes al Tiempo del Centro de México (UTC-6).[23]
- El calendario fue dado a conocer el 7 de junio de 2023.[24]

| Jornada 1            | Jornada 1 | Jornada 1   | Jornada 1               | Jornada 1   | Jornada 1 | Jornada 1    | Jornada 1  | Jornada 1 | Jornada 1 |
| Local                | Resultado | Visitante   | Estadio                 | Fecha       | Hora      | Espectadores | Amonestado | Expulsado |           |
| -------------------- | --------- | ----------- | ----------------------- | ----------- | --------- | ------------ | ---------- | --------- | --------- |
| América              | 1 - 2     | Juárez      | Azteca                  | 30 de junio | 19:00     | 13 391       | 4          | 0         |           |
| Mazatlán             | 1 - 1     | Pachuca     | Mazatlán                | 30 de junio | 19:00     | 8 479        | 5          | 0         |           |
| Tijuana              | 2 - 3     | Pumas UNAM  | Caliente                | 30 de junio | 21:10     | 26 333       | 4          | 0         |           |
| Atlético de San Luis | 1 - 1     | Monterrey   | Alfonso Lastras Ramírez | 1 de julio  | 17:00     | 14 494       | 3          | 0         |           |
| Tigres UANL          | 1 - 1     | Puebla      | Universitario           | 1 de julio  | 19:00     | 41 615       | 6          | 0         |           |
| Atlas                | 2 - 0     | Cruz Azul   | Jalisco                 | 1 de julio  | 21:10     | 20 169       | 2          | 1         |           |
| Toluca               | 0 - 0     | Necaxa      | Nemesio Díez            | 2 de julio  | 12:00     | 23 011       | 6          | 0         |           |
| Santos               | 0 - 2     | Querétaro   | Corona                  | 2 de julio  | 19:05     | 12 433       | 8          | 0         |           |
| León                 | 1 - 2     | Guadalajara | León                    | 3 de julio  | 20:00     | 24 120       | 5          | 0         |           |

| Jornada 2   | Jornada 2 | Jornada 2            | Jornada 2              | Jornada 2        | Jornada 2 | Jornada 2    | Jornada 2  | Jornada 2 | Jornada 2 |
| Local       | Resultado | Visitante            | Estadio                | Fecha            | Hora      | Espectadores | Amonestado | Expulsado |           |
| ----------- | --------- | -------------------- | ---------------------- | ---------------- | --------- | ------------ | ---------- | --------- | --------- |
| Puebla      | 2 - 3     | Santos               | Cuauhtémoc             | 7 de julio       | 19:00     | 11 526       | 8          | 1         |           |
| Necaxa      | 1 - 1     | Tijuana              | Victoria               | 7 de julio       | 21:00     | 13 028       | 8          | 0         |           |
| Cruz Azul   | 0 - 2     | Toluca               | Azteca                 | 8 de julio       | 17:50     | 15 936       | 8          | 1         |           |
| Guadalajara | 3 - 1     | Atlético de San Luis | Akron                  | 8 de julio       | 18:05     | 34 711       | 2          | 1         |           |
| Juárez      | 1 - 1     | Tigres UANL          | Olímpico Benito Juárez | 8 de julio       | 18:06     | 9 663        | 1          | 0         |           |
| Pumas UNAM  | 0 - 0     | Mazatlán             | Olímpico Universitario | 9 de julio       | 12:00     | 20 844       | 5          | 1         |           |
| Monterrey   | 1 - 0     | Atlas                | BBVA                   | 9 de julio       | 19:00     | 38 156       | 6          | 0         |           |
| León        | 4 - 0     | Pachuca              | León                   | 10 de julio      | 20:00     | 15 015       | 4          | 0         |           |
| Querétaro   | 1 - 2     | América              | Corregidora            | 20 de septiembre | 20:06     | 31 296       | 3          | 0         |           |

| Jornada 3            | Jornada 3 | Jornada 3  | Jornada 3               | Jornada 3   | Jornada 3 | Jornada 3    | Jornada 3  | Jornada 3 | Jornada 3 |
| Local                | Resultado | Visitante  | Estadio                 | Fecha       | Hora      | Espectadores | Amonestado | Expulsado |           |
| -------------------- | --------- | ---------- | ----------------------- | ----------- | --------- | ------------ | ---------- | --------- | --------- |
| Santos               | 0 - 0     | Atlas      | Corona                  | 13 de julio | 19:05     | 13 199       | 5          | 0         |           |
| Guadalajara          | 2 - 0     | Necaxa     | Akron                   | 13 de julio | 21:00     | 34 418       | 4          | 1         |           |
| Mazatlán             | 0 - 3     | Monterrey  | Mazatlán                | 14 de julio | 19:00     | 11 462       | 4          | 1         |           |
| Tijuana              | 2 - 1     | Cruz Azul  | Caliente                | 14 de julio | 21:10     | 28 333       | 3          | 0         |           |
| Atlético de San Luis | 4 - 1     | Querétaro  | Alfonso Lastras Ramírez | 15 de julio | 17:00     | 12 310       | 7          | 0         |           |
| América              | 3 - 0     | Puebla     | Azteca                  | 15 de julio | 19:00     | 32 294       | 2          | 0         |           |
| Tigres UANL          | 1 - 0     | León       | Universitario           | 15 de julio | 21:05     | 41 615       | 6          | 2         |           |
| Toluca               | 2 - 4     | Juárez     | Nemesio Díez            | 16 de julio | 12:00     | 22 931       | 5          | 1         |           |
| Pachuca              | 1 - 1     | Pumas UNAM | Hidalgo                 | 16 de julio | 20:15     | 9 396        | 11         | 0         |           |

| Jornada 4  | Jornada 4 | Jornada 4            | Jornada 4              | Jornada 4     | Jornada 4 | Jornada 4    | Jornada 4  | Jornada 4 |
| Local      | Resultado | Visitante            | Estadio                | Fecha         | Hora      | Espectadores | Amonestado | Expulsado |
| ---------- | --------- | -------------------- | ---------------------- | ------------- | --------- | ------------ | ---------- | --------- |
| León       | 2 - 1     | Mazatlán             | León                   | 18 de agosto  | 19:06     | 23 703       | 5          | 1         |
| Pumas UNAM | 1 - 1     | Toluca               | Olímpico Universitario | 18 de agosto  | 21:00     | 16 970       | 8          | 1         |
| Puebla     | 1 - 2     | Atlético de San Luis | Cuauhtémoc             | 18 de agosto  | 21:06     | 8 700        | 3          | 0         |
| Juárez     | 1 - 1     | Guadalajara          | Olímpico Benito Juárez | 18 de agosto  | 21:10     | 14 976       | 4          | 0         |
| Cruz Azul  | 2 - 2     | Santos               | Azteca                 | 20 de agosto  | 17:00     | 11 053       | 5          | 0         |
| Querétaro  | 1 - 1     | Pachuca              | Corregidora            | 20 de agosto  | 19:06     | 6 486        | 6          | 0         |
| América    | 1 - 1     | Atlas                | Azteca                 | 20 de agosto  | 21:10     | 17 046       | 5          | 0         |
| Necaxa     | 0 - 3     | Tigres UANL          | Victoria               | 20 de agosto  | 21:10     | 13 585       | 5          | 0         |
| Monterrey  | 3 - 1     | Tijuana              | BBVA                   | 25 de octubre | 19:00     | 31 921       | 3          | 0         |

| Jornada 5            | Jornada 5 | Jornada 5  | Jornada 5               | Jornada 5    | Jornada 5 | Jornada 5    | Jornada 5  | Jornada 5 |
| Local                | Resultado | Visitante  | Estadio                 | Fecha        | Hora      | Espectadores | Amonestado | Expulsado |
| -------------------- | --------- | ---------- | ----------------------- | ------------ | --------- | ------------ | ---------- | --------- |
| Guadalajara          | 1 - 0     | Tijuana    | Akron                   | 22 de agosto | 19:00     | 27 547       | 5          | 1         |
| Mazatlán             | 1 - 0     | Puebla     | Mazatlán                | 22 de agosto | 19:00     | 7 429        | 2          | 1         |
| Juárez               | 4 - 1     | Pumas UNAM | Olímpico Benito Juárez  | 22 de agosto | 21:06     | 10 430       | 6          | 0         |
| América              | 3 - 2     | Necaxa     | Azteca                  | 23 de agosto | 19:00     | 19 085       | 4          | 0         |
| Pachuca              | 1 - 0     | Cruz Azul  | Hidalgo                 | 23 de agosto | 19:06     | 8 242        | 7          | 0         |
| Atlético de San Luis | 3 - 0     | León       | Alfonso Lastras Ramírez | 23 de agosto | 21:00     | 12 277       | 6          | 1         |
| Toluca               | 1 - 0     | Monterrey  | Nemesio Díez            | 30 de agosto | 19:00     | 22 432       | 3          | 0         |
| Querétaro            | 1 - 2     | Atlas      | Corregidora             | 30 de agosto | 19:06     | 9 140        | 7          | 1         |
| Tigres UANL          | 3 - 2     | Santos     | Universitario           | 30 de agosto | 21:00     | 39 134       | 3          | 0         |

| Jornada 6  | Jornada 6 | Jornada 6            | Jornada 6              | Jornada 6    | Jornada 6 | Jornada 6    | Jornada 6  | Jornada 6 |
| Local      | Resultado | Visitante            | Estadio                | Fecha        | Hora      | Espectadores | Amonestado | Expulsado |
| ---------- | --------- | -------------------- | ---------------------- | ------------ | --------- | ------------ | ---------- | --------- |
| Puebla     | 1 - 0     | Juárez               | Cuauhtémoc             | 25 de agosto | 19:00     | 7 806        | 8          | 1         |
| Tijuana    | 1 - 1     | Mazatlán             | Caliente               | 25 de agosto | 21:10     | 18 333       | 4          | 0         |
| Atlas      | 0 - 0     | Toluca               | Jalisco                | 26 de agosto | 17:00     | 15 657       | 4          | 0         |
| América    | 1 - 1     | León                 | Azteca                 | 26 de agosto | 19:00     | 30 701       | 5          | 1         |
| Santos     | 2 - 1     | Guadalajara          | Corona                 | 26 de agosto | 21:05     | 16 176       | 9          | 1         |
| Necaxa     | 0 - 1     | Querétaro            | Victoria               | 27 de agosto | 16:00     | 7 289        | 8          | 0         |
| Pumas UNAM | 2 - 1     | Tigres UANL          | Olímpico Universitario | 27 de agosto | 18:05     | 17 580       | 8          | 0         |
| Monterrey  | 1 - 2     | Cruz Azul            | BBVA                   | 27 de agosto | 20:10     | 42 313       | 7          | 0         |
| Pachuca    | 0 - 2     | Atlético de San Luis | Hidalgo                | 28 de agosto | 21:10     | 8 595        | 6          | 0         |

| Jornada 7            | Jornada 7 | Jornada 7  | Jornada 7               | Jornada 7       | Jornada 7 | Jornada 7    | Jornada 7  | Jornada 7 |
| Local                | Resultado | Visitante  | Estadio                 | Fecha           | Hora      | Espectadores | Amonestado | Expulsado |
| -------------------- | --------- | ---------- | ----------------------- | --------------- | --------- | ------------ | ---------- | --------- |
| Juárez               | 3 - 1     | Mazatlán   | Olímpico Benito Juárez  | 1 de septiembre | 19:06     | 11 066       | 3          | 1         |
| Puebla               | 3 - 0     | Tijuana    | Cuauhtémoc              | 1 de septiembre | 21:10     | 7 700        | 2          | 0         |
| León                 | 1 - 1     | Necaxa     | León                    | 2 de septiembre | 17:00     | 17 426       | 0          | 0         |
| Santos               | 2 - 1     | Pumas UNAM | Corona                  | 2 de septiembre | 19:00     | 14 908       | 8          | 0         |
| Tigres UANL          | 5 - 0     | Querétaro  | Universitario           | 2 de septiembre | 19:05     | 40 273       | 2          | 0         |
| Cruz Azul            | 2 - 3     | América    | Azteca                  | 2 de septiembre | 21:10     | 36 500       | 10         | 1         |
| Toluca               | 5 - 0     | Pachuca    | Nemesio Díez            | 3 de septiembre | 12:00     | 23 711       | 4          | 1         |
| Guadalajara          | 1 - 2     | Monterrey  | Akron                   | 3 de septiembre | 17:05     | 37 738       | 5          | 0         |
| Atlético de San Luis | 2 - 0     | Atlas      | Alfonso Lastras Ramírez | 3 de septiembre | 20:00     | 18 313       | 4          | 0         |

| Jornada 8  | Jornada 8 | Jornada 8            | Jornada 8              | Jornada 8        | Jornada 8 | Jornada 8    | Jornada 8  | Jornada 8 |
| Local      | Resultado | Visitante            | Estadio                | Fecha            | Hora      | Espectadores | Amonestado | Expulsado |
| ---------- | --------- | -------------------- | ---------------------- | ---------------- | --------- | ------------ | ---------- | --------- |
| Mazatlán   | 2 - 2     | Cruz Azul            | Mazatlán               | 15 de septiembre | 18:50     | 11 002       | 7          | 0         |
| Tijuana    | 2 - 1     | Toluca               | Caliente               | 15 de septiembre | 21:00     | 18 633       | 6          | 1         |
| Necaxa     | 1 - 1     | Juárez               | Victoria               | 16 de septiembre | 17:00     | 7 195        | 8          | 0         |
| Monterrey  | 3 - 1     | León                 | BBVA                   | 16 de septiembre | 19:00     | 41 807       | 2          | 2         |
| América    | 4 - 0     | Guadalajara          | Azteca                 | 16 de septiembre | 21:10     | 62 514       | 4          | 0         |
| Pumas UNAM | 3 - 2     | Atlético de San Luis | Olímpico Universitario | 17 de septiembre | 12:00     | 14 186       | 9          | 0         |
| Querétaro  | 1 - 1     | Puebla               | Corregidora            | 17 de septiembre | 17:00     | 8 380        | 4          | 1         |
| Atlas      | 2 - 0     | Tigres UANL          | Jalisco                | 17 de septiembre | 19:00     | 15 413       | 8          | 0         |
| Pachuca    | 3 - 2     | Santos               | Hidalgo                | 18 de septiembre | 21:00     | 4 673        | 6          | 1         |

| Jornada 9            | Jornada 9 | Jornada 9  | Jornada 9               | Jornada 9        | Jornada 9 | Jornada 9    | Jornada 9  | Jornada 9 |
| Local                | Resultado | Visitante  | Estadio                 | Fecha            | Hora      | Espectadores | Amonestado | Expulsado |
| -------------------- | --------- | ---------- | ----------------------- | ---------------- | --------- | ------------ | ---------- | --------- |
| Atlético de San Luis | 3 - 2     | Mazatlán   | Alfonso Lastras Ramírez | 22 de septiembre | 19:00     | 14 381       | 8          | 0         |
| Juárez               | 1 - 2     | Atlas      | Olímpico Benito Juárez  | 22 de septiembre | 19:00     | 13 802       | 4          | 0         |
| Puebla               | 0 - 2     | Pumas UNAM | Cuauhtémoc              | 22 de septiembre | 21:00     | 20 696       | 8          | 0         |
| León                 | 1 - 0     | Tijuana    | León                    | 23 de septiembre | 19:00     | 16 428       | 2          | 0         |
| Guadalajara          | 0 - 0     | Pachuca    | Akron                   | 23 de septiembre | 19:05     | 31 370       | 4          | 0         |
| Tigres UANL          | 3 - 0     | Monterrey  | Universitario           | 23 de septiembre | 21:05     | 41 615       | 9          | 0         |
| Toluca               | 1 - 1     | América    | Nemesio Díez            | 24 de septiembre | 12:00     | 27 273       | 1          | 1         |
| Cruz Azul            | 1 - 3     | Querétaro  | Azteca                  | 24 de septiembre | 16:00     | 23 790       | 4          | 0         |
| Santos               | 2 - 5     | Necaxa     | Corona                  | 24 de septiembre | 20:05     | 10 038       | 1          | 0         |

| Jornada 10           | Jornada 10 | Jornada 10  | Jornada 10              | Jornada 10       | Jornada 10 | Jornada 10   | Jornada 10 | Jornada 10 |
| Local                | Resultado  | Visitante   | Estadio                 | Fecha            | Hora       | Espectadores | Amonestado | Expulsado  |
| -------------------- | ---------- | ----------- | ----------------------- | ---------------- | ---------- | ------------ | ---------- | ---------- |
| Atlas                | 2 - 3      | Puebla      | Jalisco                 | 28 de septiembre | 20:00      | 16 390       | 7          | 1          |
| Querétaro            | 1 - 1      | León        | Corregidora             | 29 de septiembre | 19:00      | 11 179       | 7          | 0          |
| Atlético de San Luis | 1 - 2      | Cruz Azul   | Alfonso Lastras Ramírez | 29 de septiembre | 21:00      | 21 180       | 4          | 0          |
| Tijuana              | 5 - 1      | Juárez      | Caliente                | 29 de septiembre | 21:10      | 17 333       | 8          | 1          |
| Pachuca              | 1 - 1      | Necaxa      | Hidalgo                 | 30 de septiembre | 17:05      | 8 193        | 9          | 2          |
| América              | 1 - 0      | Pumas UNAM  | Azteca                  | 30 de septiembre | 18:40      | 62 707       | 9          | 0          |
| Mazatlán             | 2 - 3      | Tigres UANL | Mazatlán                | 30 de septiembre | 19:06      | 13 503       | 6          | 1          |
| Toluca               | 1 - 1      | Guadalajara | Nemesio Díez            | 1 de octubre     | 17:20      | 27 273       | 7          | 0          |
| Monterrey            | 3 - 0      | Santos      | BBVA                    | 8 de noviembre   | 20:00      | 36 678       | 3          | 0          |

| Jornada 11  | Jornada 11 | Jornada 11           | Jornada 11             | Jornada 11       | Jornada 11 | Jornada 11   | Jornada 11 | Jornada 11 |
| Local       | Resultado  | Visitante            | Estadio                | Fecha            | Hora       | Espectadores | Amonestado | Expulsado  |
| ----------- | ---------- | -------------------- | ---------------------- | ---------------- | ---------- | ------------ | ---------- | ---------- |
| Guadalajara | 1 - 3      | Mazatlán             | Akron                  | 26 de septiembre | 19:05      | 23 581       | 7          | 0          |
| Puebla      | 1 - 1      | Monterrey            | Cuauhtémoc             | 3 de octubre     | 19:00      | 10 263       | 4          | 0          |
| América     | 4 - 0      | Pachuca              | Azteca                 | 3 de octubre     | 21:00      | 30 479       | 5          | 0          |
| Necaxa      | 1 - 3      | Cruz Azul            | Victoria               | 4 de octubre     | 19:00      | 10 923       | 3          | 0          |
| Pumas UNAM  | 4 - 0      | Querétaro            | Olímpico Universitario | 4 de octubre     | 19:00      | 8 074        | 1          | 1          |
| Tigres UANL | 2 - 2      | Toluca               | Universitario          | 4 de octubre     | 21:00      | 37 117       | 7          | 1          |
| Santos      | 2 - 1      | Tijuana              | Corona                 | 4 de octubre     | 21:10      | 7 038        | 6          | 1          |
| León        | 1 - 1      | Atlas                | León                   | 24 de octubre    | 19:00      | 24 899       | 4          | 0          |
| Juárez      | 3 - 2      | Atlético de San Luis | Olímpico Benito Juárez | 25 de octubre    | 21:06      | 7 091        | 6          | 1          |

| Jornada 12  | Jornada 12 | Jornada 12           | Jornada 12   | Jornada 12   | Jornada 12 | Jornada 12   | Jornada 12 | Jornada 12 |
| Local       | Resultado  | Visitante            | Estadio      | Fecha        | Hora       | Espectadores | Amonestado | Expulsado  |
| ----------- | ---------- | -------------------- | ------------ | ------------ | ---------- | ------------ | ---------- | ---------- |
| Mazatlán    | 1 - 2      | América              | Mazatlán     | 6 de octubre | 21:00      | 18 000       | 8          | 1          |
| Monterrey   | 3 - 1      | Juárez               | BBVA         | 7 de octubre | 17:00      | 34 921       | 8          | 0          |
| Pachuca     | 1 - 1      | Tigres UANL          | Hidalgo      | 7 de octubre | 19:00      | 7 483        | 2          | 0          |
| Guadalajara | 4 - 1      | Atlas                | Akron        | 7 de octubre | 19:00      | 38 972       | 4          | 0          |
| Cruz Azul   | 1 - 4      | Pumas UNAM           | Azteca       | 7 de octubre | 21:10      | 28 878       | 7          | 0          |
| Toluca      | 3 - 1      | Querétaro            | Nemesio Díez | 8 de octubre | 12:00      | 21 941       | 3          | 0          |
| Necaxa      | 1 - 2      | Puebla               | Victoria     | 8 de octubre | 17:00      | 7 463        | 7          | 2          |
| Santos      | 0 - 2      | León                 | Corona       | 8 de octubre | 19:05      | 7 429        | 3          | 2          |
| Tijuana     | 2 - 1      | Atlético de San Luis | Caliente     | 8 de octubre | 21:00      | 18 333       | 6          | 0          |

| Jornada 13           | Jornada 13 | Jornada 13  | Jornada 13              | Jornada 13    | Jornada 13 | Jornada 13   | Jornada 13 | Jornada 13 |
| Local                | Resultado  | Visitante   | Estadio                 | Fecha         | Hora       | Espectadores | Amonestado | Expulsado  |
| -------------------- | ---------- | ----------- | ----------------------- | ------------- | ---------- | ------------ | ---------- | ---------- |
| Atlas                | 1 - 3      | Mazatlán    | Jalisco                 | 20 de octubre | 19:00      | 13 006       | 4          | 1          |
| Juárez               | 0 - 1      | Pachuca     | Olímpico Benito Juárez  | 20 de octubre | 19:06      | 12 078       | 6          | 1          |
| Puebla               | 0 - 2      | Guadalajara | Cuauhtémoc              | 20 de octubre | 21:10      | 29 026       | 8          | 0          |
| León                 | 1 - 0      | Toluca      | León                    | 21 de octubre | 17:00      | 20 050       | 4          | 1          |
| América              | 4 - 3      | Santos      | Azteca                  | 21 de octubre | 19:00      | 39 968       | 6          | 0          |
| Querétaro            | 1 - 0      | Tijuana     | Corregidora             | 21 de octubre | 19:06      | 7 908        | 3          | 3          |
| Tigres UANL          | 2 - 1      | Cruz Azul   | Universitario           | 21 de octubre | 21:10      | 41 615       | 6          | 0          |
| Pumas UNAM           | 0 - 1      | Monterrey   | Olímpico Universitario  | 22 de octubre | 12:00      | 26 885       | 8          | 0          |
| Atlético de San Luis | 4 - 0      | Necaxa      | Alfonso Lastras Ramírez | 22 de octubre | 18:00      | 14 939       | 4          | 1          |

| Jornada 14  | Jornada 14 | Jornada 14           | Jornada 14   | Jornada 14    | Jornada 14 | Jornada 14   | Jornada 14 | Jornada 14 |
| Local       | Resultado  | Visitante            | Estadio      | Fecha         | Hora       | Espectadores | Amonestado | Expulsado  |
| ----------- | ---------- | -------------------- | ------------ | ------------- | ---------- | ------------ | ---------- | ---------- |
| Necaxa      | 1 - 0      | Pumas UNAM           | Victoria     | 27 de octubre | 19:00      | 12 201       | 7          | 2          |
| Mazatlán    | 3 - 0      | Querétaro            | El Encanto   | 27 de octubre | 21:00      | 9 707        | 6          | 0          |
| Cruz Azul   | 1 - 0      | León                 | Azteca       | 28 de octubre | 17:00      | 11 001       | 6          | 0          |
| Pachuca     | 1 - 1      | Puebla               | Hidalgo      | 28 de octubre | 19:00      | 7 876        | 4          | 0          |
| Guadalajara | 0 - 4      | Tigres UANL          | Jalisco      | 28 de octubre | 19:05      | 36 801       | 8          | 0          |
| Monterrey   | 0 - 3      | América              | BBVA         | 28 de octubre | 21:10      | 47 177       | 4          | 1          |
| Toluca      | 3 - 1      | Atlético de San Luis | Nemesio Díez | 29 de octubre | 12:00      | 23 924       | 6          | 1          |
| Santos      | 5 - 1      | Juárez               | Corona       | 29 de octubre | 19:05      | 9 037        | 4          | 0          |
| Tijuana     | 2 - 0      | Atlas                | Caliente     | 29 de octubre | 21:06      | 20 333       | 8          | 0          |

| Jornada 15           | Jornada 15 | Jornada 15  | Jornada 15              | Jornada 15     | Jornada 15 | Jornada 15   | Jornada 15 | Jornada 15 |
| Local                | Resultado  | Visitante   | Estadio                 | Fecha          | Hora       | Espectadores | Amonestado | Expulsado  |
| -------------------- | ---------- | ----------- | ----------------------- | -------------- | ---------- | ------------ | ---------- | ---------- |
| Toluca               | 0 - 1      | Puebla      | Nemesio Díez            | 31 de octubre  | 19:00      | 23 808       | 5          | 0          |
| Querétaro            | 1 - 2      | Guadalajara | Corregidora             | 31 de octubre  | 19:00      | 23 204       | 3          | 1          |
| León                 | 1 - 1      | Pumas UNAM  | León                    | 31 de octubre  | 21:10      | 22 898       | 4          | 0          |
| Monterrey            | 3 - 0      | Necaxa      | BBVA                    | 31 de octubre  | 21:10      | 25 292       | 0          | 0          |
| Atlas                | 0 - 2      | Pachuca     | Jalisco                 | 1 de noviembre | 19:00      | 9 089        | 5          | 1          |
| Cruz Azul            | 2 - 0      | Juárez      | Azteca                  | 1 de noviembre | 19:00      | 9 358        | 4          | 0          |
| Mazatlán             | 3 - 1      | Santos      | El Encanto              | 1 de noviembre | 21:00      | 12 269       | 2          | 1          |
| Atlético de San Luis | 0 - 1      | América     | Alfonso Lastras Ramírez | 1 de noviembre | 21:00      | 22 584       | 4          | 0          |
| Tijuana              | 2 - 0      | Tigres UANL | Caliente                | 1 de noviembre | 21:06      | 24 533       | 7          | 0          |

| Jornada 16  | Jornada 16 | Jornada 16           | Jornada 16             | Jornada 16     | Jornada 16 | Jornada 16   | Jornada 16 | Jornada 16 |
| Local       | Resultado  | Visitante            | Estadio                | Fecha          | Hora       | Espectadores | Amonestado | Expulsado  |
| ----------- | ---------- | -------------------- | ---------------------- | -------------- | ---------- | ------------ | ---------- | ---------- |
| Puebla      | 5 - 4      | León                 | Cuauhtémoc             | 3 de noviembre | 21:06      | 12 254       | 9          | 1          |
| Tigres UANL | 2 - 2      | Atlético de San Luis | Universitario          | 4 de noviembre | 16:55      | 39 416       | 4          | 0          |
| América     | 3 - 0      | Tijuana              | Azteca                 | 4 de noviembre | 19:00      | 46 046       | 1          | 1          |
| Pachuca     | 0 - 2      | Monterrey            | Hidalgo                | 4 de noviembre | 21:00      | 19 805       | 4          | 0          |
| Guadalajara | 1 - 0      | Cruz Azul            | Akron                  | 4 de noviembre | 21:05      | 36 847       | 4          | 0          |
| Pumas UNAM  | 3 - 0      | Atlas                | Olímpico Universitario | 5 de noviembre | 12:00      | 17 297       | 6          | 0          |
| Necaxa      | 4 - 0      | Mazatlán             | Victoria               | 5 de noviembre | 16:00      | 6 789        | 4          | 1          |
| Santos      | 3 - 1      | Toluca               | Corona                 | 5 de noviembre | 18:10      | 12 367       | 6          | 0          |
| Juárez      | 0 - 3      | Querétaro            | Olímpico Benito Juárez | 5 de noviembre | 20:06      | 8 640        | 2          | 1          |

| Jornada 17           | Jornada 17 | Jornada 17  | Jornada 17              | Jornada 17      | Jornada 17 | Jornada 17   | Jornada 17 | Jornada 17 |
| Local                | Resultado  | Visitante   | Estadio                 | Fecha           | Hora       | Espectadores | Amonestado | Expulsado  |
| -------------------- | ---------- | ----------- | ----------------------- | --------------- | ---------- | ------------ | ---------- | ---------- |
| Atlas                | 0 - 0      | Necaxa      | Jalisco                 | 10 de noviembre | 19:00      | 11 118       | 4          | 2          |
| Mazatlán             | 1 - 0      | Toluca      | El Encanto              | 10 de noviembre | 19:06      | 14 509       | 1          | 0          |
| Tijuana              | 2 - 3      | Pachuca     | Caliente                | 10 de noviembre | 21:10      | 26 333       | 8          | 1          |
| Querétaro            | 0 - 0      | Monterrey   | Corregidora             | 11 de noviembre | 17:00      | 16 717       | 4          | 0          |
| Atlético de San Luis | 0 - 2      | Santos      | Alfonso Lastras Ramírez | 11 de noviembre | 17:00      | 14 479       | 3          | 0          |
| Pumas UNAM           | 1 - 0      | Guadalajara | Olímpico Universitario  | 11 de noviembre | 19:00      | 46 823       | 4          | 0          |
| Tigres UANL          | 0 - 0      | América     | Universitario           | 11 de noviembre | 21:10      | 36 738       | 2          | 0          |
| Cruz Azul            | 1 - 2      | Puebla      | Azteca                  | 12 de noviembre | 18:00      | 18 653       | 6          | 0          |
| León                 | 2 - 1      | Juárez      | León                    | 12 de noviembre | 20:05      | 25 288       | 9          | 2          |

## Tabla general
| Pos. | Equipo            | Pts. | PJ | G  | E | P  | GF | GC | Dif. | Clasificación    |
| ---- | ----------------- | ---- | -- | -- | - | -- | -- | -- | ---- | ---------------- |
| 1    | América (C)       | 40   | 17 | 12 | 4 | 1  | 37 | 14 | +23  | Cuartos de final |
| 2    | Monterrey         | 33   | 17 | 10 | 3 | 4  | 27 | 15 | +12  | Cuartos de final |
| 3    | Tigres UANL       | 30   | 17 | 8  | 6 | 3  | 32 | 18 | +14  | Cuartos de final |
| 4    | Pumas UNAM        | 28   | 17 | 8  | 4 | 5  | 27 | 18 | +9   | Cuartos de final |
| 5    | Guadalajara       | 27   | 17 | 8  | 3 | 6  | 22 | 22 | 0    | Cuartos de final |
| 6    | Puebla            | 25   | 17 | 7  | 4 | 6  | 24 | 25 | −1   | Cuartos de final |
| 7    | Atlético San Luis | 23   | 17 | 7  | 2 | 8  | 31 | 26 | +5   | Play-in          |
| 8    | León              | 23   | 17 | 6  | 5 | 6  | 23 | 22 | +1   | Play-in          |
| 9    | Santos Laguna     | 23   | 17 | 7  | 2 | 8  | 31 | 34 | −3   | Play-in          |
| 10   | Mazatlán          | 22   | 17 | 6  | 4 | 7  | 25 | 27 | −2   | Play-in          |
| 11   | Pachuca           | 22   | 17 | 5  | 7 | 5  | 16 | 27 | −11  |                  |
| 12   | Toluca            | 21   | 17 | 5  | 6 | 6  | 23 | 19 | +4   |                  |
| 13   | Tijuana           | 20   | 17 | 6  | 2 | 9  | 23 | 26 | −3   |                  |
| 14   | Querétaro         | 19   | 17 | 5  | 4 | 8  | 18 | 29 | −11  |                  |
| 15   | Juárez            | 18   | 17 | 5  | 3 | 9  | 24 | 34 | −10  |                  |
| 16   | Cruz Azul         | 17   | 17 | 5  | 2 | 10 | 21 | 29 | −8   |                  |
| 17   | Atlas             | 17   | 17 | 4  | 5 | 8  | 14 | 24 | −10  |                  |
| 18   | Necaxa            | 15   | 17 | 3  | 6 | 8  | 18 | 27 | −9   |                  |

Actualizado a los partidos jugados el 12 de noviembre de 2023.
 Fuente: Página oficial
Criterios de clasificación: Puntos · Diferencia de goles · Goles a favor · Play-off

### Evolución de la clasificación
Fecha de actualización: 12 de noviembre de 2023
| Equipo            | 1  | 2   | 3   | 4   | 5    | 6    | 7   | 8   | 9   | 10   | 11   | 12  | 13  | 14  | 15  | 16  | 17 |
| Equipo            |    |     |     |     |      |      |     |     |     |      |      |     |     |     |     |     |    |
| ----------------- | -- | --- | --- | --- | ---- | ---- | --- | --- | --- | ---- | ---- | --- | --- | --- | --- | --- | -- |
| América           | 15 | 17* | 12* | 11* | 6*   | 5*   | 6*  | 3*  | 2   | 1    | 1    | 1   | 1   | 1   | 1   | 1   | 1  |
| Monterrey         | 8  | 5   | 2   | 4*  | 5**  | 8**  | 8*  | 5*  | 9*  | 10** | 10** | 8** | 6** | 3*  | 3*  | 3*  | 2  |
| Tigres UANL       | 11 | 10  | 5   | 2   | 4    | 4    | 2   | 4   | 3   | 2    | 2    | 2   | 2   | 2   | 2   | 2   | 3  |
| Pumas UNAM        | 3  | 4   | 4   | 7   | 8    | 12   | 10  | 9   | 6   | 6    | 4    | 3   | 4   | 6   | 7   | 5   | 4  |
| Guadalajara       | 4  | 1   | 1   | 1   | 1    | 2    | 4   | 6   | 7   | 7    | 8    | 6   | 5   | 7   | 4   | 4   | 5  |
| Puebla            | 10 | 13  | 17  | 17  | 17   | 17   | 12  | 17  | 18  | 18   | 17   | 13  | 16  | 17  | 15  | 12  | 6  |
| Atlético San Luis | 6  | 15  | 6   | 5   | 3    | 1    | 1   | 1   | 1   | 3    | 3*   | 4*  | 3*  | 4   | 6   | 6   | 7  |
| León              | 16 | 6   | 11  | 6   | 7    | 9    | 11  | 13  | 11  | 11   | 12*  | 9*  | 8*  | 9   | 9   | 9   | 8  |
| Santos Laguna     | 18 | 9   | 10  | 10  | 12*  | 7*   | 7   | 11  | 12  | 13*  | 11*  | 12* | 14* | 11* | 13* | 10* | 9  |
| Mazatlán          | 7  | 11  | 15  | 15  | 13   | 13   | 14  | 15  | 16  | 15   | 16   | 17  | 15  | 12  | 10  | 11  | 10 |
| Pachuca           | 9  | 16  | 16  | 14  | 9    | 14   | 15  | 12  | 14  | 14   | 15   | 15  | 13  | 14  | 11  | 13  | 11 |
| Toluca            | 13 | 2   | 9   | 9   | 11*  | 6    | 5   | 7   | 8   | 8    | 5    | 5   | 7   | 5   | 8   | 8   | 12 |
| Tijuana           | 14 | 14  | 8   | 12* | 14*  | 15*  | 16* | 10* | 10* | 9*   | 9*   | 7*  | 9*  | 8   | 5   | 7   | 13 |
| Querétaro         | 1  | 8*  | 13* | 13* | 15** | 10** | 13* | 14* | 13  | 12   | 13   | 14  | 12  | 15  | 17  | 15  | 14 |
| Juárez            | 5  | 3   | 3   | 3   | 2    | 3    | 3   | 2   | 4   | 4    | 6*   | 10* | 10* | 10  | 12  | 14  | 15 |
| Cruz Azul         | 17 | 18  | 18  | 18  | 18   | 16   | 17  | 16  | 17  | 17   | 14   | 16  | 17  | 16  | 14  | 16  | 16 |
| Atlas             | 2  | 7   | 7   | 8   | 10*  | 11*  | 9   | 8   | 5   | 5    | 7*   | 11* | 11* | 13  | 16  | 17  | 17 |
| Necaxa            | 12 | 12  | 14  | 16  | 16   | 18   | 18  | 18  | 15  | 16   | 18   | 18  | 18  | 18  | 18  | 18  | 18 |

- (*) Indica la posición del equipo con un partido pendiente.
- (**) Indica la posición del equipo con dos partidos pendientes.

## Tabla de cocientes
A partir de la temporada 2020-21 se suspendió el ascenso y descenso entre la Liga MX y la Liga de Expansión MX, sin embargo, la tabla de cocientes es utilizada para establecer los pagos de las multas que serán destinadas para el desarrollo de los clubes del circuito de plata. De acuerdo con el artículo 24 del reglamento de competencia se repartirá el pago de $MXN 160 millones entre los tres últimos posicionados en la tabla de cocientes de la siguiente manera: 80 millones el último lugar; 47 millones el penúltimo; y 33 millones serán pagados por el antepenúltimo equipo de la tabla. El equipo que finalice en el último lugar de la tabla iniciará la siguiente temporada con un cociente de cero.
 Fecha de actualización: 12 de noviembre de 2023
| Pos. | Equipo               | A21 | C22 | A22 | C23 | A23 | Pts. | A21J | C22J | A22J | C23J | A23J | Juegos | DG  | Cociente |
| ---- | -------------------- | --- | --- | --- | --- | --- | ---- | ---- | ---- | ---- | ---- | ---- | ------ | --- | -------- |
| 1    | América              | 35  | 26  | 38  | 34  | 40  | 173  | 17   | 17   | 17   | 17   | 17   | 85     | 77  | 2.0353   |
| 2    | Monterrey            | 22  | 26  | 35  | 40  | 33  | 156  | 17   | 17   | 17   | 17   | 17   | 85     | 56  | 1.8353   |
| 3    | Tigres UANL          | 28  | 33  | 30  | 25  | 30  | 146  | 17   | 17   | 17   | 17   | 17   | 85     | 49  | 1.7177   |
| 4    | Pachuca              | 18  | 38  | 32  | 31  | 22  | 141  | 17   | 17   | 17   | 17   | 17   | 85     | 23  | 1.6588   |
| 5    | Guadalajara          | 22  | 26  | 22  | 34  | 27  | 131  | 17   | 17   | 17   | 17   | 17   | 85     | 16  | 1.5412   |
| 6    | León                 | 29  | 21  | 22  | 30  | 23  | 125  | 17   | 17   | 17   | 17   | 17   | 85     | 8   | 1.4706   |
| 7    | Toluca               | 24  | 19  | 27  | 32  | 21  | 123  | 17   | 17   | 17   | 17   | 17   | 85     | 8   | 1.4470   |
| 8    | Santos               | 24  | 20  | 33  | 19  | 23  | 119  | 17   | 17   | 17   | 17   | 17   | 85     | 7   | 1.4000   |
| 9    | Puebla               | 24  | 26  | 22  | 20  | 25  | 117  | 17   | 17   | 17   | 17   | 17   | 85     | 1   | 1.3765   |
| 10   | Cruz Azul            | 23  | 25  | 24  | 24  | 17  | 113  | 17   | 17   | 17   | 17   | 17   | 85     | -10 | 1.3294   |
| 11   | Atlas                | 29  | 27  | 13  | 21  | 17  | 107  | 17   | 17   | 17   | 17   | 17   | 85     | 1   | 1.2588   |
| 12   | Pumas UNAM           | 21  | 22  | 14  | 18  | 28  | 103  | 17   | 17   | 17   | 17   | 17   | 85     | -12 | 1.2117   |
| 13   | Atlético de San Luis | 20  | 23  | 18  | 19  | 23  | 103  | 17   | 17   | 17   | 17   | 17   | 85     | -13 | 1.2117   |
| 14   | Querétaro            |     |     |     |     | 19  | 19   |      |      |      |      | 17   | 17     | -11 | 1.1176   |
| 15   | Necaxa               | 20  | 23  | 19  | 14  | 15  | 91   | 17   | 17   | 17   | 17   | 17   | 85     | -30 | 1.0705   |
| 16   | Mazatlán             | 20  | 21  | 17  | 7   | 22  | 87   | 17   | 17   | 17   | 17   | 17   | 85     | -40 | 1.0236   |
| 17   | Juárez               |     |     | 19  | 15  | 18  | 52   |      |      | 17   | 17   | 17   | 51     | -19 | 1.0197   |
| 18   | Tijuana              | 15  | 17  | 17  | 16  | 20  | 85   | 17   | 17   | 17   | 17   | 17   | 85     | -48 | 1.0000   |

     Pago de multa $MXN33 millones.
     Pago de multa $MXN47 millones.
     Pago de multa $MXN80 millones.

## Liguilla
|  | 23 de noviembre de 2023 | 23 de noviembre de 2023 | 23 de noviembre de 2023 |   |   | 26 de noviembre de 2023 | 26 de noviembre de 2023 | 26 de noviembre de 2023 |   |      | Clasificados | Clasificados         | Clasificados |
|  |                         |                         |                         |   |   |                         |                         |                         |   |      |              |                      |              |
|  | 7                       | Atlético de San Luis    | 3                       |   |   |                         |                         |                         |   |      |              |                      |              |
|  | 8                       | León                    | 2                       |   |   |                         |                         |                         |   |      | 7            | Atlético de San Luis | 7.º          |
|  |                         |                         |                         |   | 8 | León                    | 3                       |                         | 8 | León | 8.º          |                      |              |
|  |                         | 9                       | Santos Laguna           | 2 |   |                         |                         |                         |   |      |              |                      |              |
|  | 9                       | Santos Laguna           | 2                       |   |   |                         |                         |                         |   |      |              |                      |              |
|  | 10                      | Mazatlán                | 1                       |   |   |                         |                         |                         |   |      |              |                      |              |

|  | Cuartos de final                                                       | Cuartos de final                                                       | Cuartos de final                                                       | Cuartos de final                                                       | Cuartos de final                                                       |   |   | Semifinales                                                           | Semifinales                                                           | Semifinales                                                           | Semifinales                                                           | Semifinales                                                           |  |   | Final                                                          | Final                                                          | Final                                                          | Final                                                          | Final                                                          |  |
|  | 29 y 30 de noviembre de 2023 (ida) 2 y 3 de diciembre de 2023 (vuelta) | 29 y 30 de noviembre de 2023 (ida) 2 y 3 de diciembre de 2023 (vuelta) | 29 y 30 de noviembre de 2023 (ida) 2 y 3 de diciembre de 2023 (vuelta) | 29 y 30 de noviembre de 2023 (ida) 2 y 3 de diciembre de 2023 (vuelta) | 29 y 30 de noviembre de 2023 (ida) 2 y 3 de diciembre de 2023 (vuelta) |   |   | 6 y 7 de diciembre de 2023 (ida) 9 y 10 de diciembre de 2023 (vuelta) | 6 y 7 de diciembre de 2023 (ida) 9 y 10 de diciembre de 2023 (vuelta) | 6 y 7 de diciembre de 2023 (ida) 9 y 10 de diciembre de 2023 (vuelta) | 6 y 7 de diciembre de 2023 (ida) 9 y 10 de diciembre de 2023 (vuelta) | 6 y 7 de diciembre de 2023 (ida) 9 y 10 de diciembre de 2023 (vuelta) |  |   | 14 de diciembre de 2023 (ida) 17 de diciembre de 2023 (vuelta) | 14 de diciembre de 2023 (ida) 17 de diciembre de 2023 (vuelta) | 14 de diciembre de 2023 (ida) 17 de diciembre de 2023 (vuelta) | 14 de diciembre de 2023 (ida) 17 de diciembre de 2023 (vuelta) | 14 de diciembre de 2023 (ida) 17 de diciembre de 2023 (vuelta) |  |
|  |                                                                        |                                                                        |                                                                        |                                                                        |                                                                        |   |   |                                                                       |                                                                       |                                                                       |                                                                       |                                                                       |  |   |                                                                |                                                                |                                                                |                                                                |                                                                |  |
|  |                                                                        |                                                                        |                                                                        |                                                                        |                                                                        |   |   |                                                                       |                                                                       |                                                                       |                                                                       |                                                                       |  |   |                                                                |                                                                |                                                                |                                                                |                                                                |  |
|  | 1                                                                      | América                                                                | 2                                                                      | 2                                                                      | 4                                                                      |   |   |                                                                       |                                                                       |                                                                       |                                                                       |                                                                       |  |   |                                                                |                                                                |                                                                |                                                                |                                                                |  |
|  | 1                                                                      | América                                                                | 2                                                                      | 2                                                                      | 4                                                                      |   |   |                                                                       |                                                                       |                                                                       |                                                                       |                                                                       |  |   |                                                                |                                                                |                                                                |                                                                |                                                                |  |
|  | 8                                                                      | León                                                                   | 2                                                                      | 0                                                                      | 2                                                                      |   |   |                                                                       |                                                                       |                                                                       |                                                                       |                                                                       |  |   |                                                                |                                                                |                                                                |                                                                |                                                                |  |
|  | 8                                                                      | León                                                                   | 2                                                                      | 0                                                                      | 2                                                                      |   | 1 | América                                                               | 5                                                                     | 0                                                                     | 5                                                                     |                                                                       |  |   |                                                                |                                                                |                                                                |                                                                |                                                                |  |
|  |                                                                        |                                                                        |                                                                        |                                                                        |                                                                        |   | 1 | América                                                               | 5                                                                     | 0                                                                     | 5                                                                     |                                                                       |  |   |                                                                |                                                                |                                                                |                                                                |                                                                |  |
|  |                                                                        |                                                                        | 7                                                                      | Atlético de San Luis                                                   | 0                                                                      | 2 | 2 |                                                                       |                                                                       |                                                                       |                                                                       |                                                                       |  |   |                                                                |                                                                |                                                                |                                                                |                                                                |  |
|  | 2                                                                      | Monterrey                                                              | 7                                                                      | Atlético de San Luis                                                   | 0                                                                      | 2 | 2 | 0                                                                     | 1                                                                     | 1                                                                     |                                                                       |                                                                       |  |   |                                                                |                                                                |                                                                |                                                                |                                                                |  |
|  | 2                                                                      | Monterrey                                                              |                                                                        |                                                                        |                                                                        |   |   |                                                                       |                                                                       | 1                                                                     |                                                                       |                                                                       |  |   |                                                                |                                                                |                                                                |                                                                |                                                                |  |
|  | 7                                                                      | Atlético de San Luis                                                   | 1                                                                      | 1                                                                      | 2                                                                      |   |   |                                                                       |                                                                       |                                                                       |                                                                       |                                                                       |  |   |                                                                |                                                                |                                                                |                                                                |                                                                |  |
|  | 7                                                                      | Atlético de San Luis                                                   | 1                                                                      | 1                                                                      | 2                                                                      |   |   |                                                                       |                                                                       |                                                                       |                                                                       |                                                                       |  | 1 | América (t. s.)                                                | 1                                                              | 3                                                              | 4                                                              |                                                                |  |
|  |                                                                        |                                                                        |                                                                        |                                                                        |                                                                        |   |   |                                                                       |                                                                       |                                                                       |                                                                       |                                                                       |  | 1 | América (t. s.)                                                | 1                                                              | 3                                                              | 4                                                              |                                                                |  |
|  |                                                                        |                                                                        | 3                                                                      | Tigres UANL                                                            | 1                                                                      | 0 | 1 |                                                                       |                                                                       |                                                                       |                                                                       |                                                                       |  |   |                                                                |                                                                |                                                                |                                                                |                                                                |  |
|  | 3                                                                      | Tigres UANL                                                            | 3                                                                      | Tigres UANL                                                            | 1                                                                      | 0 | 1 | 2                                                                     | 3                                                                     | 5                                                                     |                                                                       |                                                                       |  |   |                                                                |                                                                |                                                                |                                                                |                                                                |  |
|  | 3                                                                      | Tigres UANL                                                            |                                                                        |                                                                        |                                                                        |   |   |                                                                       |                                                                       | 5                                                                     |                                                                       |                                                                       |  |   |                                                                |                                                                |                                                                |                                                                |                                                                |  |
|  | 6                                                                      | Puebla                                                                 | 2                                                                      | 0                                                                      | 2                                                                      |   |   |                                                                       |                                                                       |                                                                       |                                                                       |                                                                       |  |   |                                                                |                                                                |                                                                |                                                                |                                                                |  |
|  | 6                                                                      | Puebla                                                                 | 2                                                                      | 0                                                                      | 2                                                                      |   | 3 | Tigres UANL                                                           | 1                                                                     | 1                                                                     | 2                                                                     |                                                                       |  |   |                                                                |                                                                |                                                                |                                                                |                                                                |  |
|  |                                                                        |                                                                        |                                                                        |                                                                        |                                                                        |   | 3 | Tigres UANL                                                           | 1                                                                     | 1                                                                     | 2                                                                     |                                                                       |  |   |                                                                |                                                                |                                                                |                                                                |                                                                |  |
|  |                                                                        |                                                                        | 4                                                                      | Pumas UNAM                                                             | 0                                                                      | 1 | 1 |                                                                       |                                                                       |                                                                       |                                                                       |                                                                       |  |   |                                                                |                                                                |                                                                |                                                                |                                                                |  |
|  | 4                                                                      | Pumas UNAM                                                             | 4                                                                      | Pumas UNAM                                                             | 0                                                                      | 1 | 1 | 0                                                                     | 3                                                                     | 3                                                                     |                                                                       |                                                                       |  |   |                                                                |                                                                |                                                                |                                                                |                                                                |  |
|  | 4                                                                      | Pumas UNAM                                                             |                                                                        |                                                                        |                                                                        |   |   |                                                                       |                                                                       | 3                                                                     |                                                                       |                                                                       |  |   |                                                                |                                                                |                                                                |                                                                |                                                                |  |
|  | 5                                                                      | Guadalajara                                                            | 1                                                                      | 0                                                                      | 1                                                                      |   |   |                                                                       |                                                                       |                                                                       |                                                                       |                                                                       |  |   |                                                                |                                                                |                                                                |                                                                |                                                                |  |
|  | 5                                                                      | Guadalajara                                                            | 1                                                                      | 0                                                                      | 1                                                                      |   |   |                                                                       |                                                                       |                                                                       |                                                                       |                                                                       |  |   |                                                                |                                                                |                                                                |                                                                |                                                                |  |
|  |                                                                        |                                                                        |                                                                        |                                                                        |                                                                        |   |   |                                                                       |                                                                       |                                                                       |                                                                       |                                                                       |  |   |                                                                |                                                                |                                                                |                                                                |                                                                |  |

(*) Avanza por su posición de la tabla

### Eliminatoria Play-In

#### Primera Ronda
| 23 de noviembre de 2023                                                                                               | Atlético de San Luis                                       | 3:2 (2:1) | León                           | Estadio Alfonso Lastras, San Luis Potosí                    |                                                             |
| 19:00 (UTC-6) | W. Tesillo 3' (a.g.) · J. Damm 25' · S. Salles-Lamonge 73' | Reporte   | 10' A. Alvarado · 77' F. Viñas | Asistencia: 11 295 espectadores Árbitro(s): Adonai Escobedo | Asistencia: 11 295 espectadores Árbitro(s): Adonai Escobedo |
| Atlético de San Luis avanzó a Cuartos de final como 7° sembrado. León jugará el segundo partido por el cupo restante. |                                                            |           |                                |                                                             |                                                             |

| 23 de noviembre de 2023                                                                               | Santos Laguna       | 2:1 (1:0) | Mazatlán      | Estadio Corona, Torreón                                       |                                                               |
| 21:10 (UTC-6)                                                                                         | J. Brunetta 7', 73' | Reporte   | 47' S. Flores | Asistencia: 10 101 espectadores Árbitro(s): Fernando Guerrero | Asistencia: 10 101 espectadores Árbitro(s): Fernando Guerrero |
| Santos Laguna jugará el segundo partido por el cupo restante a la Liguilla. Mazatlán quedó eliminado. |                     |           |               |                                                               |                                                               |

#### Segunda Ronda
| 26 de noviembre de 2023                                                         | León                                        | 3:2 (2:0) | Santos Laguna                      | Estadio León, León                                             |                                                                |
| 20:06 (UTC-6)                                                                   | A. Frías 21' · F. Ambríz 42' · F. Viñas 47' | Reporte   | 72' A. Cervantes · 83' H. Preciado | Asistencia: 25 672 espectadores Árbitro(s): César Arturo Ramos | Asistencia: 25 672 espectadores Árbitro(s): César Arturo Ramos |
| León avanzó a Cuartos de final como 8° sembrado. Santos Laguna quedó eliminado. |                                             |           |                                    |                                                                |                                                                |

### Cuartos de final

#### América - León
| 29 de noviembre de 2023 | León                        | 2:2 (2:1) | América           | Estadio León, León                                              |                                                                 |
| 19:06 (UTC-6)           | P. Bellón 1' · N. López 39' | Reporte   | 6', 47' H. Martín | Asistencia: 25 823 espectadores Árbitro(s): Marco Antonio Ortiz | Asistencia: 25 823 espectadores Árbitro(s): Marco Antonio Ortiz |

| 2 de diciembre de 2023        | América                                | 2:0 (0:0) (Global 4:2) | León | Estadio Azteca, Ciudad de México                              |                                                               |
| 19:00 (UTC-6)                 | J. Quiñones 60' (pen.) · H. Martín 88' | Reporte                |      | Asistencia: 61 823 espectadores Árbitro(s): Fernando Guerrero | Asistencia: 61 823 espectadores Árbitro(s): Fernando Guerrero |
| América avanzó a semifinales. |                                        |                        |      |                                                               |                                                               |

#### Monterrey - Atlético de San Luis
| 29 de noviembre de 2023 | Atlético de San Luis | 1:0 (1:0) | Monterrey | Estadio Alfonso Lastras, San Luis Potosí                    |                                                             |
| 21:10 (UTC-6)           | R. Chávez 20'        | Reporte   |           | Asistencia: 17 216 espectadores Árbitro(s): Daniel Quintero | Asistencia: 17 216 espectadores Árbitro(s): Daniel Quintero |

| 2 de diciembre de 2023                     | Monterrey        | 1:1 (1:0) (Global 1:2) | Atlético de San Luis | Estadio BBVA, Guadalupe                                    |                                                            |
| 21:10 (UTC-6)                              | R. Funes Mori 7' | Reporte                | 49' Vitinho          | Asistencia: 36 907 espectadores Árbitro(s): Víctor Cáceres | Asistencia: 36 907 espectadores Árbitro(s): Víctor Cáceres |
| Atlético de San Luis avanzó a semifinales. |                  |                        |                      |                                                            |                                                            |

#### Tigres UANL - Puebla
| 30 de noviembre de 2023 | Puebla                          | 2:2 (1:1) | Tigres UANL                       | Estadio Cuauhtémoc, Puebla                              |                                                         |
| 19:10 (UTC-6)           | G. Martínez 44' · S. Olmedo 48' | Reporte   | 38' S. Córdova · 74' R. Fulgencio | Asistencia: 28 984 espectadores Árbitro(s): Óscar Mejía | Asistencia: 28 984 espectadores Árbitro(s): Óscar Mejía |

| 3 de diciembre de 2023            | Tigres UANL                                 | 3:0 (2:0) (Global 5:2) | Puebla | Estadio Universitario, San Nicolás de los Garza             |                                                             |
| 20:10 (UTC-6)                     | A.-P. Gignac 9' (pen.), 33' · N. Ibáñez 71' | Reporte                |        | Asistencia: 39 381 espectadores Árbitro(s): Adonai Escobedo | Asistencia: 39 381 espectadores Árbitro(s): Adonai Escobedo |
| Tigres UANL avanzó a semifinales. |                                             |                        |        |                                                             |                                                             |

#### Pumas UNAM - Guadalajara
| 30 de noviembre de 2023 | Guadalajara    | 1:0 (1:0) | Pumas UNAM | Estadio Akron, Zapopan                                         |                                                                |
| 21:10 (UTC-6)           | F. Beltrán 42' | Reporte   |            | Asistencia: 33 438 espectadores Árbitro(s): Fernando Hernández | Asistencia: 33 438 espectadores Árbitro(s): Fernando Hernández |

| 3 de diciembre de 2023           | Pumas UNAM                                                      | 3:0 (2:0) (Global 3:1) | Guadalajara | Estadio Olímpico Universitario, Ciudad de México               |                                                                |
| 18:00 (UTC-6)                    | A. Briseño 13' (a.g.) · C. Huerta 18' (pen.) · G. Fernández 64' | Reporte                |             | Asistencia: 46 659 espectadores Árbitro(s): César Arturo Ramos | Asistencia: 46 659 espectadores Árbitro(s): César Arturo Ramos |
| Pumas UNAM avanzó a Semifinales. |                                                                 |                        |             |                                                                |                                                                |

### Semifinales

#### América - Atlético de San Luis
| 6 de diciembre de 2023 | Atlético de San Luis | 0:5 (0:2) | América                                                    | Estadio Alfonso Lastras, San Luis Potosí                    |                                                             |
| 21:00 (UTC-6)          |                      | Reporte   | 4', 64' D. Valdés · 13' H. Martín · 83', 90+5' J. Quiñones | Asistencia: 22 589 espectadores Árbitro(s): Adonai Escobedo | Asistencia: 22 589 espectadores Árbitro(s): Adonai Escobedo |

| 9 de diciembre de 2023     | América | 0:2 (0:0) (Global 5:2) | Atlético de San Luis | Estadio Azteca, Ciudad de México                               |                                                                |
| 20:00 (UTC-6)              |         | Reporte                | 47', 87' A. Zaldívar | Asistencia: 57 964 espectadores Árbitro(s): César Arturo Ramos | Asistencia: 57 964 espectadores Árbitro(s): César Arturo Ramos |
| América avanzó a la Final. |         |                        |                      |                                                                |                                                                |

#### Tigres UANL - Pumas UNAM
| 7 de diciembre de 2023 | Pumas UNAM | 0:1 (0:0) | Tigres UANL   | Estadio Olímpico Universitario, Ciudad de México                |                                                                 |
| 21:00 (UTC-6)          |            | Reporte   | 73' J. Angulo | Asistencia: 44 276 espectadores Árbitro(s): Marco Antonio Ortiz | Asistencia: 44 276 espectadores Árbitro(s): Marco Antonio Ortiz |

| 10 de diciembre de 2023        | Tigres UANL  | 1:1 (1:1) (Global 2:1) | Pumas UNAM       | Estadio Universitario, San Nicolás de los Garza               |                                                               |
| 20:00 (UTC-6)                  | J. Vigón 24' | Reporte                | 16' G. Fernández | Asistencia: 41 615 espectadores Árbitro(s): Fernando Guerrero | Asistencia: 41 615 espectadores Árbitro(s): Fernando Guerrero |
| Tigres UANL avanzó a la Final. |              |                        |                  |                                                               |                                                               |

### Final
| 14 de diciembre de 2023 | Tigres UANL    | 1:1 (0:0) | América              | Estadio Universitario, San Nicolás de los Garza                 |                                                                 |
| 21:00 (UTC-6)           | O. Herrera 70' | Reporte   | 50' (pen.) H. Martín | Asistencia: 41 615 espectadores Árbitro(s): Marco Antonio Ortiz | Asistencia: 41 615 espectadores Árbitro(s): Marco Antonio Ortiz |

| 17 de diciembre de 2023                      | América                                               | 3:0 (0:0; 0:0) (t. s.)(Global 4:1) | Tigres UANL | Estadio Azteca, Ciudad de México                            |                                                             |
| 19:30 (UTC-6)                                | J. Quiñones 91' · R. Sánchez 104' · J. Rodríguez 120' | Reporte                            |             | Asistencia: 79 954 espectadores Árbitro(s): Adonai Escobedo | Asistencia: 79 954 espectadores Árbitro(s): Adonai Escobedo |
| América es campeón del Torneo Apertura 2023. |                                                       |                                    |             |                                                             |                                                             |

#### Final - Ida
| 1     | POR   | Nahuel Guzmán        |       |
| 20    | DEF   | Javier Aquino        |       |
| 19    | DEF   | Guido Pizarro        |       |
| 3     | DEF   | Samir Caetano        | 45+2' |
| 27    | DEF   | Jesús Angulo         |       |
| 5     | MED   | Rafael Carioca       |       |
| 8     | MED   | Fernando Gorriarán   | 68'   |
| 6     | MED   | Juan Pablo Vigón     | 59'   |
| 17    | MED   | Sebastián Córdova    |       |
| 16    | MED   | Diego Lainez         | 59'   |
| 10    | DEL   | André-Pierre Gignac  |       |
| D. T. | D. T. | Robert Dante Siboldi |       |

| 1     | POR   | Luis Malagón        |     |
| 2     | DEF   | Luis Fuentes        |     |
| 31    | DEF   | Igor Lichnovsky     |     |
| 4     | DEF   | Sebastián Cáceres   |     |
| 19    | DEF   | Miguel Layún        |     |
| 8     | MED   | Álvaro Fidalgo      |     |
| 6     | MED   | Jonathan dos Santos | 83' |
| 17    | MED   | Alejandro Zendejas  | 89' |
| 10    | MED   | Diego Valdés        | 83' |
| 33    | MED   | Julián Quiñones     | 89' |
| 21    | DEL   | Henry Martín        |     |
| D. T. | D. T. | André Jardine       |     |

| 13 | Defensa        | Diego Reyes        | 45+2' |
| 22 | Centrocampista | Raymundo Fulgencio | 59'   |
| 29 | Centrocampista | Ozziel Herrera     | 59'   |
| 9  | Delantero      | Nicolás Ibáñez     | 68'   |

| 20 | Centrocampista | Richard Sánchez    | 83' |
| 11 | Delantero      | Jonathan Rodríguez | 83' |
| 26 | Centrocampista | Salvador Reyes     | 89' |
| 5  | Defensa        | Kevin Álvarez      | 89' |

| 70' | Ozziel Herrera | 1:1 |

| 50' | Henry Martín | 0:1 |

| 1' · 82' | Rafael Carioca Sebastián Córdova |

| 7' | Igor Lichnovsky |

| Principal  | Marco Antonio Ortiz Nava         |
| Asistentes | Christian Kiakeb Espinosa Zavala |
|            | Marco Antonio Bisguerra Mendiola |
| Cuarto     | Víctor Alfonso Cáceres Hernández |

|  |                    |     |     |
|  | Tiros              | 4   | 7   |
|  | Tiros a puerta     | 1   | 1   |
|  | Faltas             | 15  | 17  |
|  | Saques de esquina  | 9   | 2   |
|  | Penaltis           | 0   | 1   |
|  | Fueras de juego    | 2   | 1   |
|  | Posesión del balón | 52% | 48% |

| 1     | POR   | Nahuel Guzmán        |       |
| 20    | DEF   | Javier Aquino        |       |
| 19    | DEF   | Guido Pizarro        |       |
| 3     | DEF   | Samir Caetano        | 45+2' |
| 27    | DEF   | Jesús Angulo         |       |
| 5     | MED   | Rafael Carioca       |       |
| 8     | MED   | Fernando Gorriarán   | 68'   |
| 6     | MED   | Juan Pablo Vigón     | 59'   |
| 17    | MED   | Sebastián Córdova    |       |
| 16    | MED   | Diego Lainez         | 59'   |
| 10    | DEL   | André-Pierre Gignac  |       |
| D. T. | D. T. | Robert Dante Siboldi |       |

| 1     | POR   | Luis Malagón        |     |
| 2     | DEF   | Luis Fuentes        |     |
| 31    | DEF   | Igor Lichnovsky     |     |
| 4     | DEF   | Sebastián Cáceres   |     |
| 19    | DEF   | Miguel Layún        |     |
| 8     | MED   | Álvaro Fidalgo      |     |
| 6     | MED   | Jonathan dos Santos | 83' |
| 17    | MED   | Alejandro Zendejas  | 89' |
| 10    | MED   | Diego Valdés        | 83' |
| 33    | MED   | Julián Quiñones     | 89' |
| 21    | DEL   | Henry Martín        |     |
| D. T. | D. T. | André Jardine       |     |

| 13 | Defensa        | Diego Reyes        | 45+2' |
| 22 | Centrocampista | Raymundo Fulgencio | 59'   |
| 29 | Centrocampista | Ozziel Herrera     | 59'   |
| 9  | Delantero      | Nicolás Ibáñez     | 68'   |

| 20 | Centrocampista | Richard Sánchez    | 83' |
| 11 | Delantero      | Jonathan Rodríguez | 83' |
| 26 | Centrocampista | Salvador Reyes     | 89' |
| 5  | Defensa        | Kevin Álvarez      | 89' |

| 70' | Ozziel Herrera | 1:1 |

| 50' | Henry Martín | 0:1 |

| 1' · 82' | Rafael Carioca Sebastián Córdova |

| 7' | Igor Lichnovsky |

| Principal  | Marco Antonio Ortiz Nava         |
| Asistentes | Christian Kiakeb Espinosa Zavala |
|            | Marco Antonio Bisguerra Mendiola |
| Cuarto     | Víctor Alfonso Cáceres Hernández |

|  |                    |     |     |
|  | Tiros              | 4   | 7   |
|  | Tiros a puerta     | 1   | 1   |
|  | Faltas             | 15  | 17  |
|  | Saques de esquina  | 9   | 2   |
|  | Penaltis           | 0   | 1   |
|  | Fueras de juego    | 2   | 1   |
|  | Posesión del balón | 52% | 48% |

| 1     | POR   | Nahuel Guzmán        |       |
| 20    | DEF   | Javier Aquino        |       |
| 19    | DEF   | Guido Pizarro        |       |
| 3     | DEF   | Samir Caetano        | 45+2' |
| 27    | DEF   | Jesús Angulo         |       |
| 5     | MED   | Rafael Carioca       |       |
| 8     | MED   | Fernando Gorriarán   | 68'   |
| 6     | MED   | Juan Pablo Vigón     | 59'   |
| 17    | MED   | Sebastián Córdova    |       |
| 16    | MED   | Diego Lainez         | 59'   |
| 10    | DEL   | André-Pierre Gignac  |       |
| D. T. | D. T. | Robert Dante Siboldi |       |

| 1     | POR   | Luis Malagón        |     |
| 2     | DEF   | Luis Fuentes        |     |
| 31    | DEF   | Igor Lichnovsky     |     |
| 4     | DEF   | Sebastián Cáceres   |     |
| 19    | DEF   | Miguel Layún        |     |
| 8     | MED   | Álvaro Fidalgo      |     |
| 6     | MED   | Jonathan dos Santos | 83' |
| 17    | MED   | Alejandro Zendejas  | 89' |
| 10    | MED   | Diego Valdés        | 83' |
| 33    | MED   | Julián Quiñones     | 89' |
| 21    | DEL   | Henry Martín        |     |
| D. T. | D. T. | André Jardine       |     |

| 13 | Defensa        | Diego Reyes        | 45+2' |
| 22 | Centrocampista | Raymundo Fulgencio | 59'   |
| 29 | Centrocampista | Ozziel Herrera     | 59'   |
| 9  | Delantero      | Nicolás Ibáñez     | 68'   |

| 20 | Centrocampista | Richard Sánchez    | 83' |
| 11 | Delantero      | Jonathan Rodríguez | 83' |
| 26 | Centrocampista | Salvador Reyes     | 89' |
| 5  | Defensa        | Kevin Álvarez      | 89' |

| 70' | Ozziel Herrera | 1:1 |

| 50' | Henry Martín | 0:1 |

| 1' · 82' | Rafael Carioca Sebastián Córdova |

| 7' | Igor Lichnovsky |

| Principal  | Marco Antonio Ortiz Nava         |
| Asistentes | Christian Kiakeb Espinosa Zavala |
|            | Marco Antonio Bisguerra Mendiola |
| Cuarto     | Víctor Alfonso Cáceres Hernández |

|  |                    |     |     |
|  | Tiros              | 4   | 7   |
|  | Tiros a puerta     | 1   | 1   |
|  | Faltas             | 15  | 17  |
|  | Saques de esquina  | 9   | 2   |
|  | Penaltis           | 0   | 1   |
|  | Fueras de juego    | 2   | 1   |
|  | Posesión del balón | 52% | 48% |

| 1     | POR   | Nahuel Guzmán        |       |
| 20    | DEF   | Javier Aquino        |       |
| 19    | DEF   | Guido Pizarro        |       |
| 3     | DEF   | Samir Caetano        | 45+2' |
| 27    | DEF   | Jesús Angulo         |       |
| 5     | MED   | Rafael Carioca       |       |
| 8     | MED   | Fernando Gorriarán   | 68'   |
| 6     | MED   | Juan Pablo Vigón     | 59'   |
| 17    | MED   | Sebastián Córdova    |       |
| 16    | MED   | Diego Lainez         | 59'   |
| 10    | DEL   | André-Pierre Gignac  |       |
| D. T. | D. T. | Robert Dante Siboldi |       |

| 1     | POR   | Luis Malagón        |     |
| 2     | DEF   | Luis Fuentes        |     |
| 31    | DEF   | Igor Lichnovsky     |     |
| 4     | DEF   | Sebastián Cáceres   |     |
| 19    | DEF   | Miguel Layún        |     |
| 8     | MED   | Álvaro Fidalgo      |     |
| 6     | MED   | Jonathan dos Santos | 83' |
| 17    | MED   | Alejandro Zendejas  | 89' |
| 10    | MED   | Diego Valdés        | 83' |
| 33    | MED   | Julián Quiñones     | 89' |
| 21    | DEL   | Henry Martín        |     |
| D. T. | D. T. | André Jardine       |     |

| 13 | Defensa        | Diego Reyes        | 45+2' |
| 22 | Centrocampista | Raymundo Fulgencio | 59'   |
| 29 | Centrocampista | Ozziel Herrera     | 59'   |
| 9  | Delantero      | Nicolás Ibáñez     | 68'   |

| 20 | Centrocampista | Richard Sánchez    | 83' |
| 11 | Delantero      | Jonathan Rodríguez | 83' |
| 26 | Centrocampista | Salvador Reyes     | 89' |
| 5  | Defensa        | Kevin Álvarez      | 89' |

| 70' | Ozziel Herrera | 1:1 |

| 50' | Henry Martín | 0:1 |

| 1' · 82' | Rafael Carioca Sebastián Córdova |

| 7' | Igor Lichnovsky |

| Principal  | Marco Antonio Ortiz Nava         |
| Asistentes | Christian Kiakeb Espinosa Zavala |
|            | Marco Antonio Bisguerra Mendiola |
| Cuarto     | Víctor Alfonso Cáceres Hernández |

|  |                    |     |     |
|  | Tiros              | 4   | 7   |
|  | Tiros a puerta     | 1   | 1   |
|  | Faltas             | 15  | 17  |
|  | Saques de esquina  | 9   | 2   |
|  | Penaltis           | 0   | 1   |
|  | Fueras de juego    | 2   | 1   |
|  | Posesión del balón | 52% | 48% |

#### Final - Vuelta
| 1     | POR   | Luis Malagón        |       |
| 2     | DEF   | Luis Fuentes        | 90+7' |
| 4     | DEF   | Sebastián Cáceres   |       |
| 19    | DEF   | Miguel Layún        | 75'   |
| 31    | DEF   | Igor Lichnovsky     | 107'  |
| 6     | MED   | Jonathan dos Santos | 90+7' |
| 8     | MED   | Álvaro Fidalgo      |       |
| 10    | MED   | Diego Valdés        |       |
| 17    | MED   | Alejandro Zendejas  | 75'   |
| 21    | DEL   | Henry Martín        |       |
| 33    | DEL   | Julián Quiñones     | 107'  |
| D. T. | D. T. | André Jardine       |       |

| 1     | POR   | Nahuel Guzmán        |     |
| 5     | DEF   | Rafael Carioca       |     |
| 13    | DEF   | Diego Reyes          |     |
| 27    | DEF   | Jesús Angulo         |     |
| 8     | MED   | Fernando Gorriarán   | 97' |
| 16    | MED   | Diego Lainez         | 74' |
| 17    | MED   | Sebastián Córdova    | 74' |
| 19    | MED   | Guido Pizarro        |     |
| 20    | MED   | Javier Aquino        | 85' |
| 10    | DEL   | André-Pierre Gignac  |     |
| 29    | DEL   | Ozziel Herrera       | 61' |
| D. T. | D. T. | Robert Dante Siboldi |     |

| 5  | Defensa        | Kevin Álvarez      | 75'   |
| 11 | Delantero      | Jonathan Rodríguez | 75'   |
| 20 | Centrocampista | Richard Sánchez    | 90+9' |
| 26 | Centrocampista | Salvador Reyes     | 90+9' |
| 29 | Defensa        | Ramón Juárez       | 107'  |
| 32 | Centrocampista | Leonardo Suárez    | 107'  |

| 23 | Delantero      | Luis Quiñones      | 61' |
| 6  | Centrocampista | Juan Pablo Vigón   | 74' |
| 22 | Delantero      | Raymundo Fulgencio | 74' |
| 32 | Defensa        | Vladímir Loroña    | 85' |
| 25 | Guardameta     | Carlos Rodríguez   | 97' |

| 91' · 104' · 120' | Julián Quiñones Richard Sánchez Jonathan Rodríguez | 1:0 2:0 3:0 |

| 7' · 26' | Igor Lichnovsky Miguel Layún |

| 32' · 36' · 93' | Diego Reyes Rafael Carioca Nahuel Guzmán |

| 80' · 95' · 120+2' | Raymundo Fulgencio Nahuel Guzmán Luis Quiñones |

| Principal  | Adonai Escobedo González       |
| Asistentes | Alberto Morín Méndez           |
|            | Michel Ricardo Espinoza Ávalos |
| Cuarto     | Fernando Guerrero Ramírez      |

|  |                    |     |     |
|  | Tiros              | 18  | 9   |
|  | Tiros a puerta     | 7   | 3   |
|  | Faltas             | 18  | 23  |
|  | Saques de esquina  | 4   | 1   |
|  | Penaltis           | 0   | 0   |
|  | Fueras de juego    | 1   | 0   |
|  | Posesión del balón | 60% | 40% |

| 1     | POR   | Luis Malagón        |       |
| 2     | DEF   | Luis Fuentes        | 90+7' |
| 4     | DEF   | Sebastián Cáceres   |       |
| 19    | DEF   | Miguel Layún        | 75'   |
| 31    | DEF   | Igor Lichnovsky     | 107'  |
| 6     | MED   | Jonathan dos Santos | 90+7' |
| 8     | MED   | Álvaro Fidalgo      |       |
| 10    | MED   | Diego Valdés        |       |
| 17    | MED   | Alejandro Zendejas  | 75'   |
| 21    | DEL   | Henry Martín        |       |
| 33    | DEL   | Julián Quiñones     | 107'  |
| D. T. | D. T. | André Jardine       |       |

| 1     | POR   | Nahuel Guzmán        |     |
| 5     | DEF   | Rafael Carioca       |     |
| 13    | DEF   | Diego Reyes          |     |
| 27    | DEF   | Jesús Angulo         |     |
| 8     | MED   | Fernando Gorriarán   | 97' |
| 16    | MED   | Diego Lainez         | 74' |
| 17    | MED   | Sebastián Córdova    | 74' |
| 19    | MED   | Guido Pizarro        |     |
| 20    | MED   | Javier Aquino        | 85' |
| 10    | DEL   | André-Pierre Gignac  |     |
| 29    | DEL   | Ozziel Herrera       | 61' |
| D. T. | D. T. | Robert Dante Siboldi |     |

| 5  | Defensa        | Kevin Álvarez      | 75'   |
| 11 | Delantero      | Jonathan Rodríguez | 75'   |
| 20 | Centrocampista | Richard Sánchez    | 90+9' |
| 26 | Centrocampista | Salvador Reyes     | 90+9' |
| 29 | Defensa        | Ramón Juárez       | 107'  |
| 32 | Centrocampista | Leonardo Suárez    | 107'  |

| 23 | Delantero      | Luis Quiñones      | 61' |
| 6  | Centrocampista | Juan Pablo Vigón   | 74' |
| 22 | Delantero      | Raymundo Fulgencio | 74' |
| 32 | Defensa        | Vladímir Loroña    | 85' |
| 25 | Guardameta     | Carlos Rodríguez   | 97' |

| 91' · 104' · 120' | Julián Quiñones Richard Sánchez Jonathan Rodríguez | 1:0 2:0 3:0 |

| 7' · 26' | Igor Lichnovsky Miguel Layún |

| 32' · 36' · 93' | Diego Reyes Rafael Carioca Nahuel Guzmán |

| 80' · 95' · 120+2' | Raymundo Fulgencio Nahuel Guzmán Luis Quiñones |

| Principal  | Adonai Escobedo González       |
| Asistentes | Alberto Morín Méndez           |
|            | Michel Ricardo Espinoza Ávalos |
| Cuarto     | Fernando Guerrero Ramírez      |

|  |                    |     |     |
|  | Tiros              | 18  | 9   |
|  | Tiros a puerta     | 7   | 3   |
|  | Faltas             | 18  | 23  |
|  | Saques de esquina  | 4   | 1   |
|  | Penaltis           | 0   | 0   |
|  | Fueras de juego    | 1   | 0   |
|  | Posesión del balón | 60% | 40% |

| 1     | POR   | Luis Malagón        |       |
| 2     | DEF   | Luis Fuentes        | 90+7' |
| 4     | DEF   | Sebastián Cáceres   |       |
| 19    | DEF   | Miguel Layún        | 75'   |
| 31    | DEF   | Igor Lichnovsky     | 107'  |
| 6     | MED   | Jonathan dos Santos | 90+7' |
| 8     | MED   | Álvaro Fidalgo      |       |
| 10    | MED   | Diego Valdés        |       |
| 17    | MED   | Alejandro Zendejas  | 75'   |
| 21    | DEL   | Henry Martín        |       |
| 33    | DEL   | Julián Quiñones     | 107'  |
| D. T. | D. T. | André Jardine       |       |

| 1     | POR   | Nahuel Guzmán        |     |
| 5     | DEF   | Rafael Carioca       |     |
| 13    | DEF   | Diego Reyes          |     |
| 27    | DEF   | Jesús Angulo         |     |
| 8     | MED   | Fernando Gorriarán   | 97' |
| 16    | MED   | Diego Lainez         | 74' |
| 17    | MED   | Sebastián Córdova    | 74' |
| 19    | MED   | Guido Pizarro        |     |
| 20    | MED   | Javier Aquino        | 85' |
| 10    | DEL   | André-Pierre Gignac  |     |
| 29    | DEL   | Ozziel Herrera       | 61' |
| D. T. | D. T. | Robert Dante Siboldi |     |

| 5  | Defensa        | Kevin Álvarez      | 75'   |
| 11 | Delantero      | Jonathan Rodríguez | 75'   |
| 20 | Centrocampista | Richard Sánchez    | 90+9' |
| 26 | Centrocampista | Salvador Reyes     | 90+9' |
| 29 | Defensa        | Ramón Juárez       | 107'  |
| 32 | Centrocampista | Leonardo Suárez    | 107'  |

| 23 | Delantero      | Luis Quiñones      | 61' |
| 6  | Centrocampista | Juan Pablo Vigón   | 74' |
| 22 | Delantero      | Raymundo Fulgencio | 74' |
| 32 | Defensa        | Vladímir Loroña    | 85' |
| 25 | Guardameta     | Carlos Rodríguez   | 97' |

| 91' · 104' · 120' | Julián Quiñones Richard Sánchez Jonathan Rodríguez | 1:0 2:0 3:0 |

| 7' · 26' | Igor Lichnovsky Miguel Layún |

| 32' · 36' · 93' | Diego Reyes Rafael Carioca Nahuel Guzmán |

| 80' · 95' · 120+2' | Raymundo Fulgencio Nahuel Guzmán Luis Quiñones |

| Principal  | Adonai Escobedo González       |
| Asistentes | Alberto Morín Méndez           |
|            | Michel Ricardo Espinoza Ávalos |
| Cuarto     | Fernando Guerrero Ramírez      |

|  |                    |     |     |
|  | Tiros              | 18  | 9   |
|  | Tiros a puerta     | 7   | 3   |
|  | Faltas             | 18  | 23  |
|  | Saques de esquina  | 4   | 1   |
|  | Penaltis           | 0   | 0   |
|  | Fueras de juego    | 1   | 0   |
|  | Posesión del balón | 60% | 40% |

| 1     | POR   | Luis Malagón        |       |
| 2     | DEF   | Luis Fuentes        | 90+7' |
| 4     | DEF   | Sebastián Cáceres   |       |
| 19    | DEF   | Miguel Layún        | 75'   |
| 31    | DEF   | Igor Lichnovsky     | 107'  |
| 6     | MED   | Jonathan dos Santos | 90+7' |
| 8     | MED   | Álvaro Fidalgo      |       |
| 10    | MED   | Diego Valdés        |       |
| 17    | MED   | Alejandro Zendejas  | 75'   |
| 21    | DEL   | Henry Martín        |       |
| 33    | DEL   | Julián Quiñones     | 107'  |
| D. T. | D. T. | André Jardine       |       |

| 1     | POR   | Nahuel Guzmán        |     |
| 5     | DEF   | Rafael Carioca       |     |
| 13    | DEF   | Diego Reyes          |     |
| 27    | DEF   | Jesús Angulo         |     |
| 8     | MED   | Fernando Gorriarán   | 97' |
| 16    | MED   | Diego Lainez         | 74' |
| 17    | MED   | Sebastián Córdova    | 74' |
| 19    | MED   | Guido Pizarro        |     |
| 20    | MED   | Javier Aquino        | 85' |
| 10    | DEL   | André-Pierre Gignac  |     |
| 29    | DEL   | Ozziel Herrera       | 61' |
| D. T. | D. T. | Robert Dante Siboldi |     |

| 5  | Defensa        | Kevin Álvarez      | 75'   |
| 11 | Delantero      | Jonathan Rodríguez | 75'   |
| 20 | Centrocampista | Richard Sánchez    | 90+9' |
| 26 | Centrocampista | Salvador Reyes     | 90+9' |
| 29 | Defensa        | Ramón Juárez       | 107'  |
| 32 | Centrocampista | Leonardo Suárez    | 107'  |

| 23 | Delantero      | Luis Quiñones      | 61' |
| 6  | Centrocampista | Juan Pablo Vigón   | 74' |
| 22 | Delantero      | Raymundo Fulgencio | 74' |
| 32 | Defensa        | Vladímir Loroña    | 85' |
| 25 | Guardameta     | Carlos Rodríguez   | 97' |

| 91' · 104' · 120' | Julián Quiñones Richard Sánchez Jonathan Rodríguez | 1:0 2:0 3:0 |

| 7' · 26' | Igor Lichnovsky Miguel Layún |

| 32' · 36' · 93' | Diego Reyes Rafael Carioca Nahuel Guzmán |

| 80' · 95' · 120+2' | Raymundo Fulgencio Nahuel Guzmán Luis Quiñones |

| Principal  | Adonai Escobedo González       |
| Asistentes | Alberto Morín Méndez           |
|            | Michel Ricardo Espinoza Ávalos |
| Cuarto     | Fernando Guerrero Ramírez      |

|  |                    |     |     |
|  | Tiros              | 18  | 9   |
|  | Tiros a puerta     | 7   | 3   |
|  | Faltas             | 18  | 23  |
|  | Saques de esquina  | 4   | 1   |
|  | Penaltis           | 0   | 0   |
|  | Fueras de juego    | 1   | 0   |
|  | Posesión del balón | 60% | 40% |

| Campeón Apertura 2023 |
| --------------------- |
|                       |
| América               |
| 14.° título           |

## Estadísticas

### Clasificación juego limpio
- Datos según la página oficial.
- Fecha de actualización: 12 de noviembre de 2023

| Lugar                                | Club                                 |          |          |          | Puntos   |
| ------------------------------------ | ------------------------------------ | -------- | -------- | -------- | -------- |
| 1                                    | América                              | 35       | 1        | 1        | 41       |
| 2                                    | Tigres UANL                          | 44       | 0        | 0        | 44       |
| 3                                    | Guadalajara                          | 39       | 2        | 0        | 45       |
| 4                                    | Monterrey                            | 41       | 0        | 2        | 47       |
| 5                                    | Atlético de San Luis                 | 38       | 2        | 1        | 47       |
| 6                                    | Tijuana                              | 29       | 1        | 5        | 47       |
| 7                                    | León                                 | 35       | 0        | 6        | 53       |
| 8                                    | Cruz Azul                            | 50       | 0        | 2        | 56       |
| 9                                    | Atlas                                | 44       | 3        | 1        | 56       |
| 10                                   | Puebla                               | 51       | 0        | 2        | 57       |
| 11                                   | Toluca                               | 39       | 2        | 4        | 57       |
| 12                                   | Querétaro                            | 42       | 1        | 4        | 57       |
| 13                                   | Santos Laguna                        | 47       | 0        | 4        | 59       |
| 14                                   | Necaxa                               | 48       | 0        | 4        | 60       |
| 15                                   | Juárez                               | 47       | 1        | 4        | 62       |
| 16                                   | Pumas UNAM                           | 57       | 0        | 2        | 63       |
| 17                                   | Mazatlán                             | 43       | 2        | 5        | 64       |
| 18                                   | Pachuca                              | 51       | 2        | 3        | 66       |
| Primera Tarjeta Amarilla             | Primera Tarjeta Amarilla             | 1 punto  | 1 punto  | 1 punto  | 1 punto  |
| Segunda Tarjeta Amarilla y Expulsión | Segunda Tarjeta Amarilla y Expulsión | 3 puntos | 3 puntos | 3 puntos | 3 puntos |
| Tarjeta Roja Directa                 | Tarjeta Roja Directa                 | 3 puntos | 3 puntos | 3 puntos | 3 puntos |

### Máximos goleadores
Lista con los máximos goleadores del torneo.
- Datos según la página oficial.

Fecha de actualización: 12 de noviembre de 2023
| Pos. | Jugador              | Club                  | Goles | Part. | Prom. | Min. | M/G    |
| ---- | -------------------- | --------------------- | ----- | ----- | ----- | ---- | ------ |
| 1º   | Harold Preciado      | Santos Laguna         | 11    | 17    | 0.65  | 1414 | 128.55 |
| 2º   | Guillermo Martínez   | Puebla                | 10    | 15    | 0.67  | 1346 | 134.6  |
| 3º   | André-Pierre Gignac  | Tigres UANL           | 9     | 13    | 0.69  | 1009 | 112.11 |
| =    | Carlos González      | Tijuana               | 9     | 16    | 0.56  | 1361 | 151.22 |
| =    | Ángel Sepúlveda      | Querétaro / Cruz Azul | 9     | 13    | 0.64  | 965  | 107.22 |
| 6º   | César Huerta         | Pumas UNAM            | 8     | 15    | 0.53  | 1261 | 157.63 |
| =    | Juan Brunetta        | Santos Laguna         | 8     | 16    | 0.5   | 1409 | 176.13 |
| 8º   | Diego Valdés         | América               | 6     | 10    | 0.6   | 793  | 132.17 |
| =    | Jonathan Rodríguez   | América               | 6     | 11    | 0.55  | 603  | 100.5  |
| =    | Julián Quiñones      | América               | 6     | 14    | 0.43  | 1065 | 177.5  |
| =    | Rogelio Funes Mori   | Monterrey             | 6     | 15    | 0.4   | 1025 | 170.83 |
| =    | Nicolás Ibáñez       | Tigres UANL           | 6     | 15    | 0.4   | 629  | 104.83 |
| =    | Juan Ignacio Dinenno | Pumas UNAM            | 6     | 17    | 0.35  | 795  | 132.5  |
| =    | Roberto Alvarado     | Guadalajara           | 6     | 13    | 0.46  | 1138 | 189.67 |
| =    | Vitinho              | Atlético de San Luis  | 6     | 17    | 0.35  | 856  | 142.67 |
| =    | Federico Viñas       | León                  | 6     | 12    | 0.5   | 791  | 131.83 |
| =    | Aké Loba             | Mazatlán              | 6     | 10    | 0.6   | 533  | 88.83  |
| =    | José Raúl Zúñiga     | Querétaro             | 6     | 12    | 0.5   | 853  | 142.17 |
| =    | Avilés Hurtado       | Juárez                | 6     | 15    | 0.4   | 1066 | 177.67 |

#### Tripletes o más
| Jugador            | Local   | Resultado | Visita    | Goles            | Fecha                   | Jornada    |
| ------------------ | ------- | --------- | --------- | ---------------- | ----------------------- | ---------- |
| Ángel Sepúlveda    | Necaxa  | 1 – 3     | Cruz Azul | 21' 90+2' 90+10' | 4 de octubre de 2023    | Jornada 11 |
| Guillermo Martínez | Puebla  | 5 – 4     | León      | 19' 51' 83'      | 3 de noviembre de 2023  | Jornada 16 |
| José Raúl Zúñiga   | Juárez  | 0 – 3     | Querétaro | 1' 54' 75'       | 5 de noviembre de 2023  | Jornada 16 |
| Érick Sánchez      | Tijuana | 2 – 3     | Pachuca   | 53' 59' 71'      | 10 de noviembre de 2023 | Jornada 17 |

### Máximos asistentes
- Datos según SoccerWay.

Fecha de actualización: 12 de noviembre de 2023
| Pos. | Jugador             | Club                 | Asistencias | Part. | Prom. | Min. | M/A    |
| ---- | ------------------- | -------------------- | ----------- | ----- | ----- | ---- | ------ |
| 1º   | Juan Brunetta       | Santos Laguna        | 11          | 16    | 0.69  | 1409 | 128.09 |
| 2º   | Josué Colmán        | Mazatlán             | 7           | 16    | 0.44  | 982  | 140.29 |
| 3º   | Brayan Angulo       | Puebla               | 6           | 17    | 0.35  | 1515 | 252.5  |
| 4º   | Julián Quiñones     | América              | 5           | 14    | 0.36  | 1065 | 213    |
| 5º   | André-Pierre Gignac | Tigres UANL          | 4           | 13    | 0.31  | 1009 | 252.25 |
| =    | Marcel Ruiz         | Toluca               | 4           | 15    | 0.27  | 1194 | 298.5  |
| =    | Maximiliano Meza    | Monterrey            | 4           | 15    | 0.27  | 1117 | 279.25 |
| =    | Diéter Villalpando  | Atlético de San Luis | 4           | 17    | 0.24  | 1427 | 356.75 |
| =    | Uriel Antuna        | Cruz Azul            | 4           | 14    | 0.29  | 1226 | 306.5  |

### Asistencia
Lista con la asistencia de los partidos y equipos Liga BBVA MX.

Datos actualizados a 12 de noviembre de 2023

#### Por equipo
En los promedios solamente se cuentan los partidos que contaron con asistencia de público.
| Pos                | Equipo               | Total     | Media  | Más alta | Más baja | % de Ocupación media |
| ------------------ | -------------------- | --------- | ------ | -------- | -------- | -------------------- |
| 1                  | Tigres UANL          | 359,138   | 39,904 | 41,615   | 36,738   | 95.27%               |
| 2                  | Monterrey            | 298,265   | 37,283 | 47,177   | 25,292   | 72.61%               |
| 3                  | América              | 354,231   | 35,423 | 62,707   | 13,391   | 43.69%               |
| 4                  | Guadalajara          | 301,985   | 33,554 | 38,972   | 23,581   | 71.07%               |
| 5                  | Toluca               | 216,304   | 24,034 | 27,273   | 21,941   | 88.12%               |
| 6                  | Tijuana              | 198,497   | 22,055 | 28,333   | 17,333   | 74.68%               |
| 7                  | León                 | 189,827   | 21,092 | 25,288   | 15,015   | 67.39%               |
| 8                  | Pumas UNAM           | 168,659   | 21,082 | 46,823   | 8,074    | 36.07%               |
| 9                  | Cruz Azul            | 155,169   | 19,396 | 36,500   | 9,358    | 23.93%               |
| 10                 | Atlético de San Luis | 144,957   | 16,106 | 22,584   | 12,277   | 56.65%               |
| 11                 | Atlas                | 100,852   | 14,407 | 20,169   | 9,089    | 26.19%               |
| 12                 | Querétaro            | 114,310   | 14,289 | 31,296   | 6,486    | 41.89%               |
| 13                 | Puebla               | 107,971   | 13,496 | 29,026   | 7,700    | 28.29%               |
| 14                 | Mazatlán             | 106,360   | 11,818 | 18,000   | 7,429    | 58.52%               |
| 15                 | Santos               | 102,625   | 11,403 | 16,176   | 7,038    | 39.18%               |
| 16                 | Juárez               | 87,746    | 10,968 | 14,976   | 7,091    | 54.73%               |
| 17                 | Necaxa               | 78,473    | 9,809  | 13,585   | 6,789    | 41.13%               |
| 18                 | Pachuca              | 74,263    | 9,283  | 19,805   | 4,673    | 35.81%               |
| Totales del Torneo | Totales del Torneo   | 3,159,632 | 20,651 | 62,707   | 4,673    | 51.09%               |

#### Por jornada
El listado excluye los partidos que fueron disputados a puerta cerrada.
| 1     | 184,045   | 20,449 | 53.53% | Tigres UANL vs Puebla (41,615)     | Mazatlán vs Pachuca (8,479)   |
| 2     | 190,175   | 21,131 | 47.97% | Monterrey vs Atlas (38,156)        | Juárez vs Tigres UANL (9,663) |
| 3     | 205,958   | 22,884 | 62.48% | Tigres UANL vs León (41,615)       | Pachuca vs Pumas UNAM (9,396) |
| 4     | 144,440   | 16,049 | 33.70% | Monterrey vs Tijuana (31,921)      | Querétaro vs Pachuca (6,486)  |
| 5     | 155,716   | 17,302 | 47.94% | Tigres UANL vs Santos (39,134)     | Mazatlán vs Puebla (7,429)    |
| 6     | 164,450   | 18,272 | 40.91% | Monterrey vs Cruz Azul (42,313)    | Necaxa vs Querétaro (7,289)   |
| 7     | 207,635   | 23,071 | 58.87% | Tigres UANL vs Querétaro (40,273)  | Puebla vs Tijuana (7,700)     |
| 8     | 183,803   | 20,423 | 48.43% | América vs Guadalajara (62,514)    | Pachuca vs Santos (4,673)     |
| 9     | 199,393   | 22,155 | 56.53% | Tigres UANL vs Monterrey (41,615)  | Santos vs Necaxa (10,038)     |
| 10    | 214,436   | 23,826 | 60.76% | América vs Pumas UNAM (62,707)     | Pachuca vs Necaxa (8,193)     |
| 11    | 159,465   | 17,718 | 42.04% | Tigres UANL vs Toluca (37,117)     | Santos vs Tijuana (7,038)     |
| 12    | 183,420   | 20,380 | 54.83% | Guadalajara vs Atlas (38,972)      | Santos vs León (7,429)        |
| 13    | 205,475   | 22,831 | 51.67% | Tigres UANL vs Cruz Azul (41,615)  | Querétaro vs Tijuana (7,908)  |
| 14    | 178,057   | 19,784 | 51.86% | Monterrey vs América (47,177)      | Pachuca vs Puebla (7,876)     |
| 15    | 173,035   | 19,226 | 48.30% | Monterrey vs Necaxa (25,292)       | Atlas vs Pachuca (9,089)      |
| 16    | 199,461   | 22,162 | 53.34% | América vs Tijuana (46,046)        | Necaxa vs Mazatlán (6,789)    |
| 17    | 210,668   | 23,408 | 55.44% | Pumas UNAM vs Guadalajara (46,823) | Atlas vs Necaxa (11,128)      |
| Total | 3,159,632 | 20,651 | 51.09% | América vs Pumas UNAM (62,707)     | Pachuca vs Santos (4,673)     |